# Castano Primo
Càstano Primo (Càstan in dialetto milanese) è un comune italiano di 10 921 abitanti della città metropolitana di Milano in Lombardia. I suoi abitanti sono detti castanesi.

## Geografia fisica
Castano sorge all'estremità nord-occidentale della città metropolitana di Milano. Il territorio è lambito, per un breve tratto, dal fiume Ticino. Al confine con Nosate e Lonate Pozzolo si trovano le vasche di laminazione del torrente Arno, che proprio in territorio di Castano immette la sua portata in eccesso nel Ticino.
Castano è inoltre bagnato da due canali derivati dal Ticino: il Canale Industriale e il Canale Villoresi. Quest'ultimo lambisce il centro del paese. Il territorio comunale confina con comuni di Robecchetto con Induno, Magnago, Cuggiono, Buscate, Vanzaghello, Lonate Pozzolo, Nosate e Turbigo.

### Sismologia
Dal punto di vista sismico Castano Primo presenta un rischio molto basso ed è stato classificato come un comune zona 4 (bassa sismicità) dalla protezione civile nazionale.

### Clima
Il clima è quello caratteristico della Pianura Padana, con inverni freddi ed estati calde e afose. Appartiene alla zona climatica E
| CASTANO PRIMO              | Mesi | Mesi | Mesi | Mesi | Mesi | Mesi | Mesi | Mesi | Mesi | Mesi | Mesi | Mesi | Stagioni | Stagioni | Stagioni | Stagioni | Anno |
| CASTANO PRIMO              | Gen  | Feb  | Mar  | Apr  | Mag  | Giu  | Lug  | Ago  | Set  | Ott  | Nov  | Dic  | Inv      | Pri      | Est      | Aut      | Anno |
| -------------------------- | ---- | ---- | ---- | ---- | ---- | ---- | ---- | ---- | ---- | ---- | ---- | ---- | -------- | -------- | -------- | -------- | ---- |
| T. max. media (°C)         | 5    | 8    | 13   | 17   | 21   | 26   | 28   | 28   | 24   | 18   | 11   | 6    | 6,3      | 17       | 27,3     | 17,7     | 17,1 |
| T. min. media (°C)         | −3   | −2   | 2    | 5    | 10   | 13   | 15   | 15   | 12   | 7    | 2    | −2   | −2,3     | 5,7      | 14,3     | 7        | 6,2  |
| Precipitazioni (mm)        | 59   | 73   | 95   | 104  | 127  | 82   | 55   | 85   | 72   | 110  | 83   | 50   | 182      | 326      | 222      | 265      | 995  |
| Umidità relativa media (%) | 83   | 80   | 73   | 76   | 75   | 74   | 75   | 75   | 76   | 81   | 84   | 84   | 82,3     | 74,7     | 74,7     | 80,3     | 78   |

## Origini del nome
Il nome "Castano" deriva, molto probabilmente, dall'esistenza in antico di "Silvae Castanae" ossia di boschi di castagno: il toponimo differisce infatti dalla specie arborea per il solo accento, che si trova sulla prima sillaba nel nome della città (pronunciandosi quindi "Càstano", anziché "castàno"). Altre notizie dicono che in origine il suo nome era "Castro Casteno", il che fa supporre che il paese sorse attorno ad un castello. Si ha notizia di un antico stemma del borgo che recava un castello color rosso, dalle cui fondazioni usciva una pianta di castagno verdeggiante, stemma raffigurato tutt'oggi sul gonfalone del comune di Castano Primo. L'aggettivo "Primo" fu aggiunto in seguito al decreto in data 10 dicembre 1863, dall'allora Re d'Italia Vittorio Emanuele II, per distinguere Castano dall'omonimo e meno popoloso centro in provincia di Pavia.

## Storia
L'abitato di Castano ebbe probabilmente origine da un accampamento (castrum) romano.
Il più antico documento in cui compaia il nome di “Casteno” è un atto del 712 riferito a una donazione del Re longobardo Liutprando in favore del monastero di San Pietro in Ciel d'Oro di Pavia che aveva qui delle proprietà.
Nel Medioevo esisteva un castello, eretto sull'area dell'attuale chiesa prepositurale di cui è rimasta memoria nello stemma del Comune, raffigurante appunto un castello con un albero di castagno e un corso d'acqua.
Nel X secolo era incluso nel contado di Burgaria, poi nel corso dei secoli appartenne ai Conti di Biandrate, ai Visconti, agli Sforza, che infeudarono signori a loro fedeli. Proprio per la presenza di questo castello, già nel 1300 Castano aveva il titolo di “borgo”, e questo attesta la sua discreta importanza nel territorio.
Nel 1500 divenne feudo dei Visconti di Brignano, che vi rimasero fino al 1717. Un membro di questa famiglia, Francesco Bernardino, che aveva una sua casa anche in Castano, sarebbe da identificarsi con l'Innominato de I promessi sposi.
Nel Cinquecento il paese subì le vicende delle lotte tra francesi e spagnoli, rimanendo però feudo del ramo visconteo dei Brignano, fino al 1717. Nel 1604 era abitata da circa 1500 persone. Il 22 giugno 1636 Castano fu quasi completamente distrutta dalla furia della battaglia tra spagnoli e austriaci alleati contro i francesi.
Estintisi i Visconti di Brignano, il feudo venne assegnato al nobile Antonio Nuño de Portugal e quindi ad altri signori, finché nel 1772, il regime feudale non ebbe fine passando infine sotto il dominio austriaco. Dal 1786 al 1791, il paese fu aggregato alla provincia di Gallarate. Dopo il periodo napoleonico, Castano tornò sotto gli austriaci.
Nel secolo XIX le vicende del Risorgimento non lasciarono grandi tracce nella storia di Castano. Gli eventi del 1848 spinsero molti castanesi a rifugiarsi nel vicino Piemonte per sottrarsi alla dura legislazione repressiva attuata dagli Asburgo. Nel giugno 1859, all'epoca della famosa Battaglia di Magenta, Castano rischiò di diventare teatro di uno scontro tra Austriaci e Franco-piemontesi, ma fortunatamente tale eventualità non si verificò ed i Castanesi attribuirono il fatto all'intercessione del Santo Crocifisso.
Dopo l'Unità d'Italia, nel 1863, Castano aggiunse al proprio nome l'aggettivo "Primo", per decreto del re Vittorio Emanuele II, al fine di distinguersi da altri centri omonimi di minori dimensioni.
Negli anni '80 del secolo XIX si realizzarono grandi opere che interessarono anche il territorio castanese: nel 1880 entrò in funzione la linea tranviaria che collegava Castano a Milano, nel 1885 venne ultimato lo scavo del Canale Villoresi e nel 1887 venne attivata la linea ferroviaria Novara-Saronno-Seregno.
Tra il 1800 e il 1900 Castano passò da un'economia prevalentemente agricola ad una industriale. Ai primi del Novecento i settori più sviluppati erano quelli della filatura della seta e della tessitura seguiti dalla meccanica.
Tra gli eventi più drammatici del XX secolo a Castano ricordiamo le vicende della seconda guerra mondiale e della Resistenza, ed in particolare il sacrificio dei Tre Martiri Patrioti (Franco Griffanti, Antonio Noè e Franco Noè), fucilati dagli occupanti tedeschi il 26 febbraio 1945.

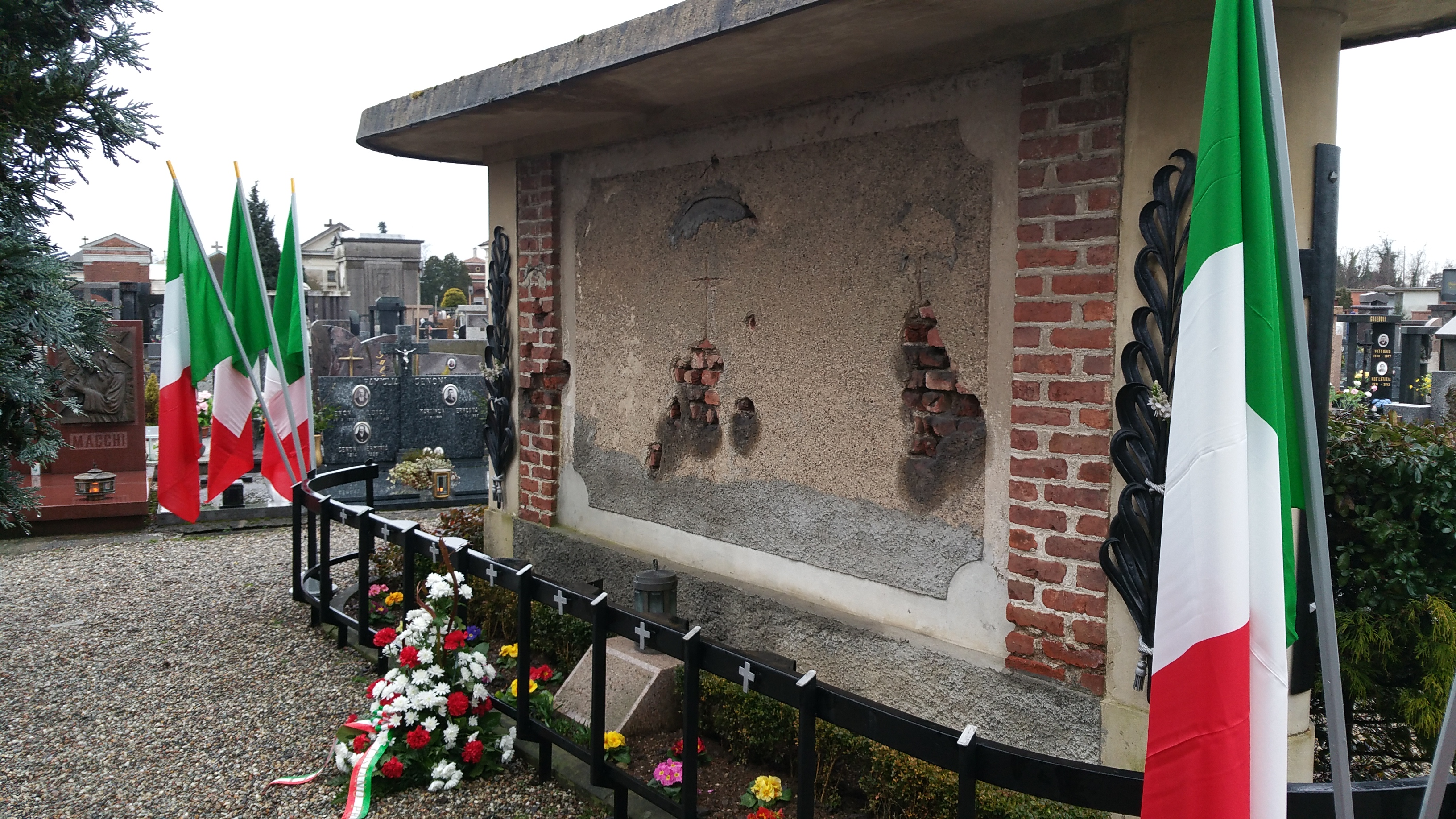
Il muro crivellato dai proiettili in occasione del 50º anniversario.
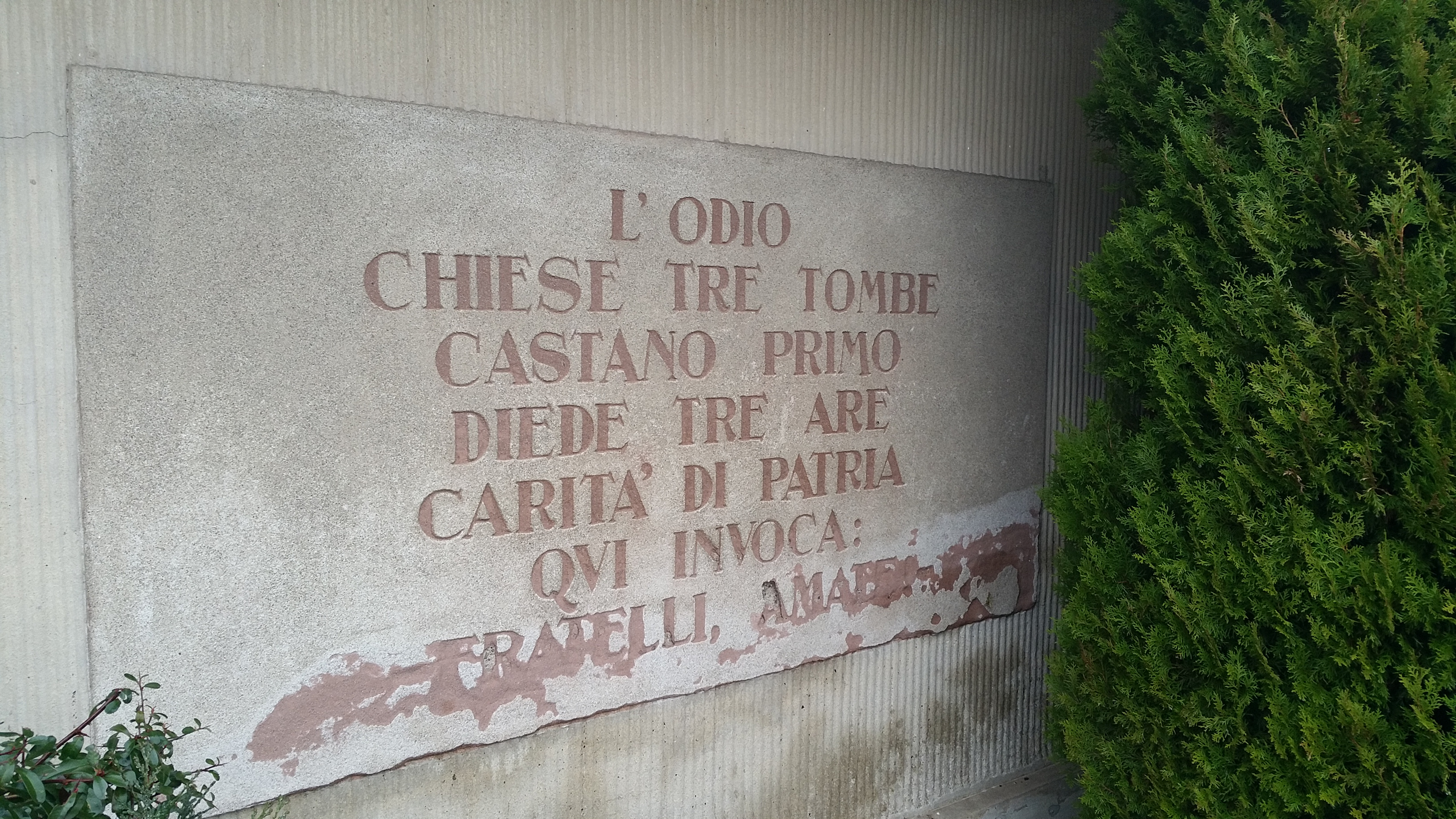
Lapide in ricordo ai tre Martiri.

A partire dal secondo dopoguerra, Castano andò incontro ad un sempre più accentuato sviluppo tanto urbanistico quanto produttivo, soprattutto dalla fine degli anni '50.
Negli anni del “boom” economico si ebbe, inoltre, un sempre più consistente afflusso di immigrati dall'Italia meridionale i quali principalmente si stabilirono nel cosiddetto "villaggio apache", quartiere composto essenzialmente da case popolari.
Per arrivare a tempi più recenti, l'11 ottobre 1984, con decreto del Presidente della Repubblica, a Castano è stato riconosciuto il titolo di Città.
Da alcuni anni si assiste ad un progressivo aumento della popolazione dovuto anche al fenomeno di immigrazione che sta interessando tutta l'area Castanese e nel marzo 2001 si è superata per la prima volta la soglia dei 10 000 abitanti.

### Simboli
Lo stemma e il gonfalone di Castano primo sono stati concessi con decreto del presidente della Repubblica del 13 marzo 1957.
Il gonfalone è un drappo di azzurro.

## Monumenti e luoghi d'interesse

### Architetture religiose

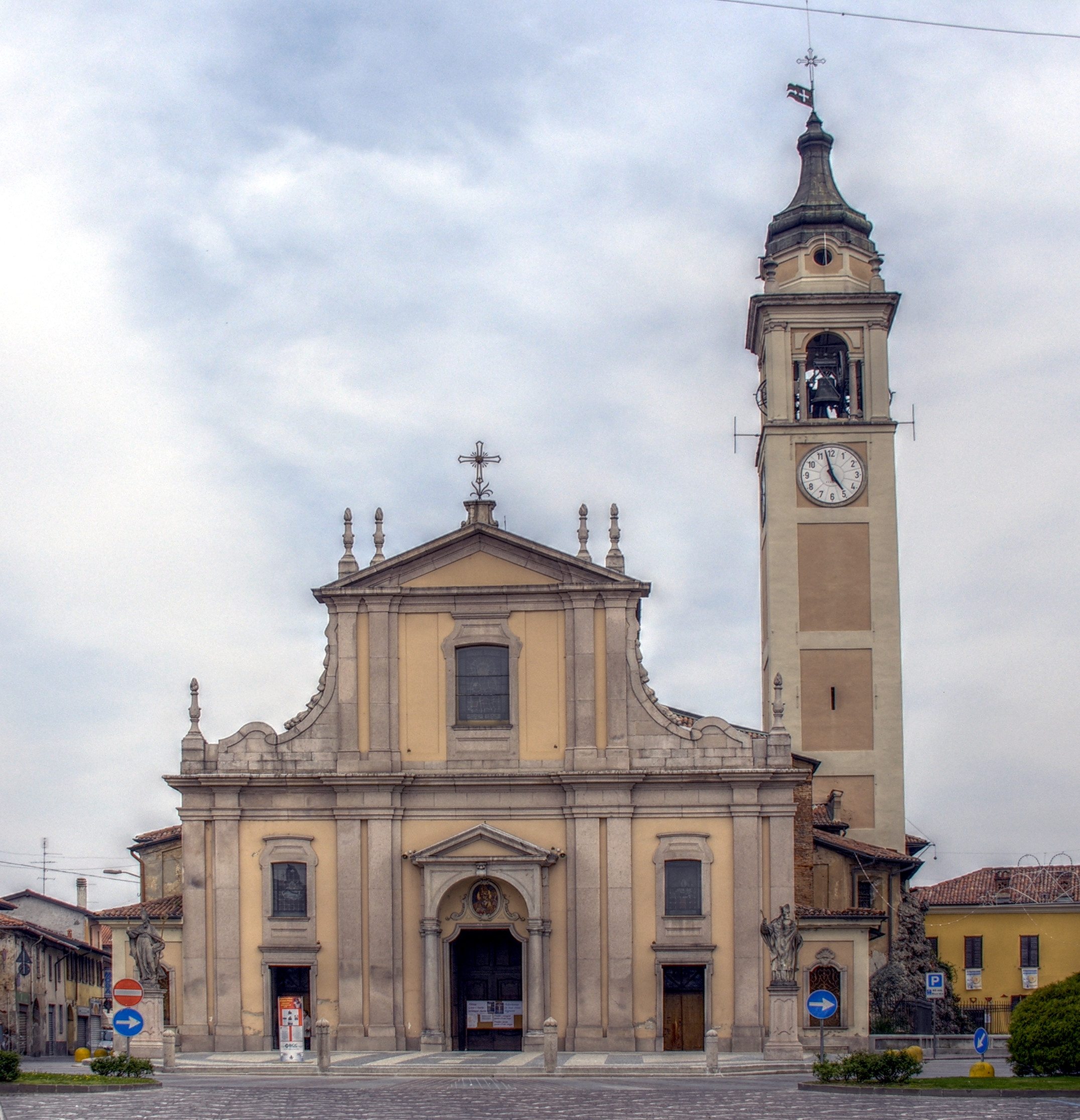
La prepositurale di San Zenone

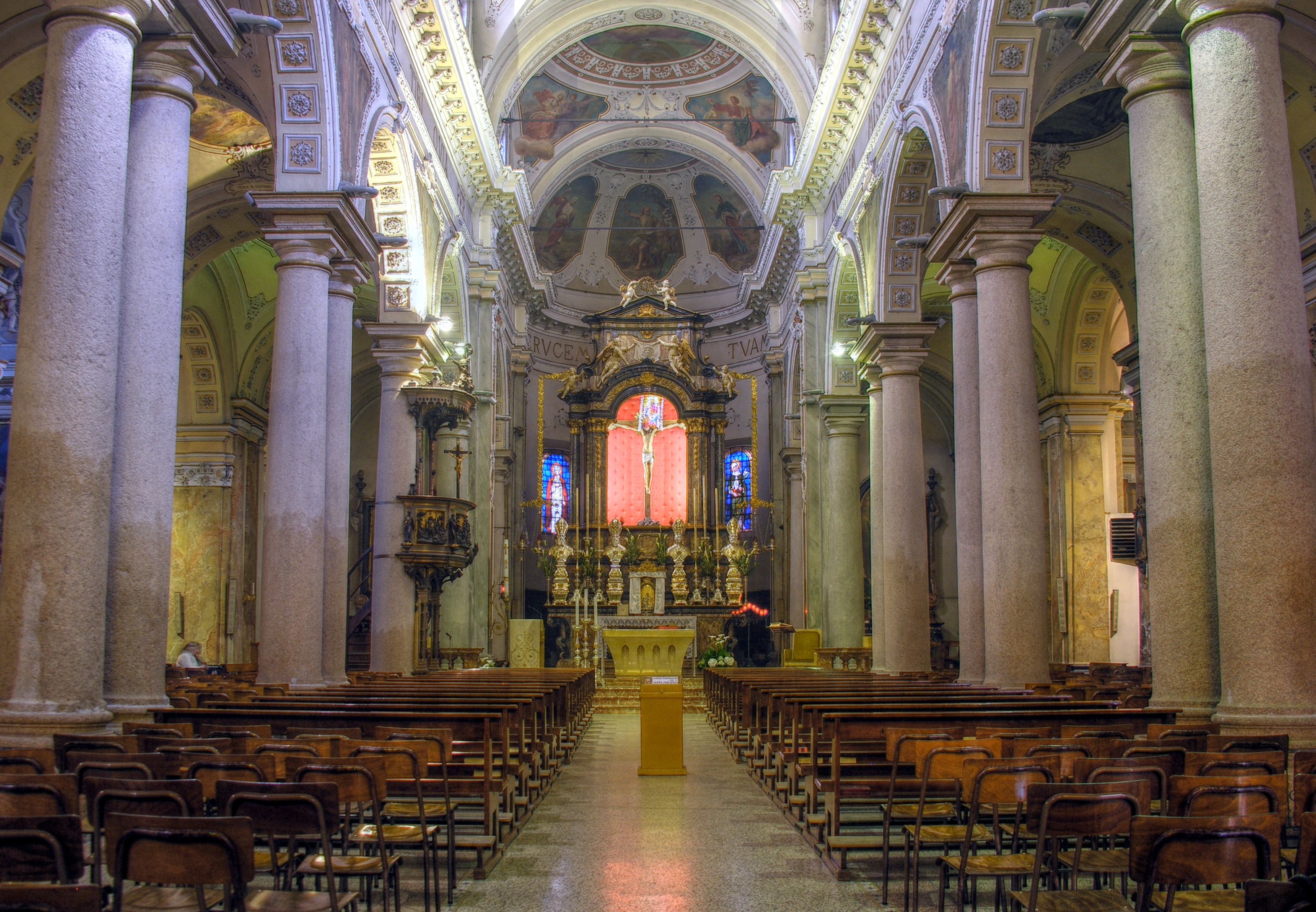
La chiesa di San Zenone vista all'interno

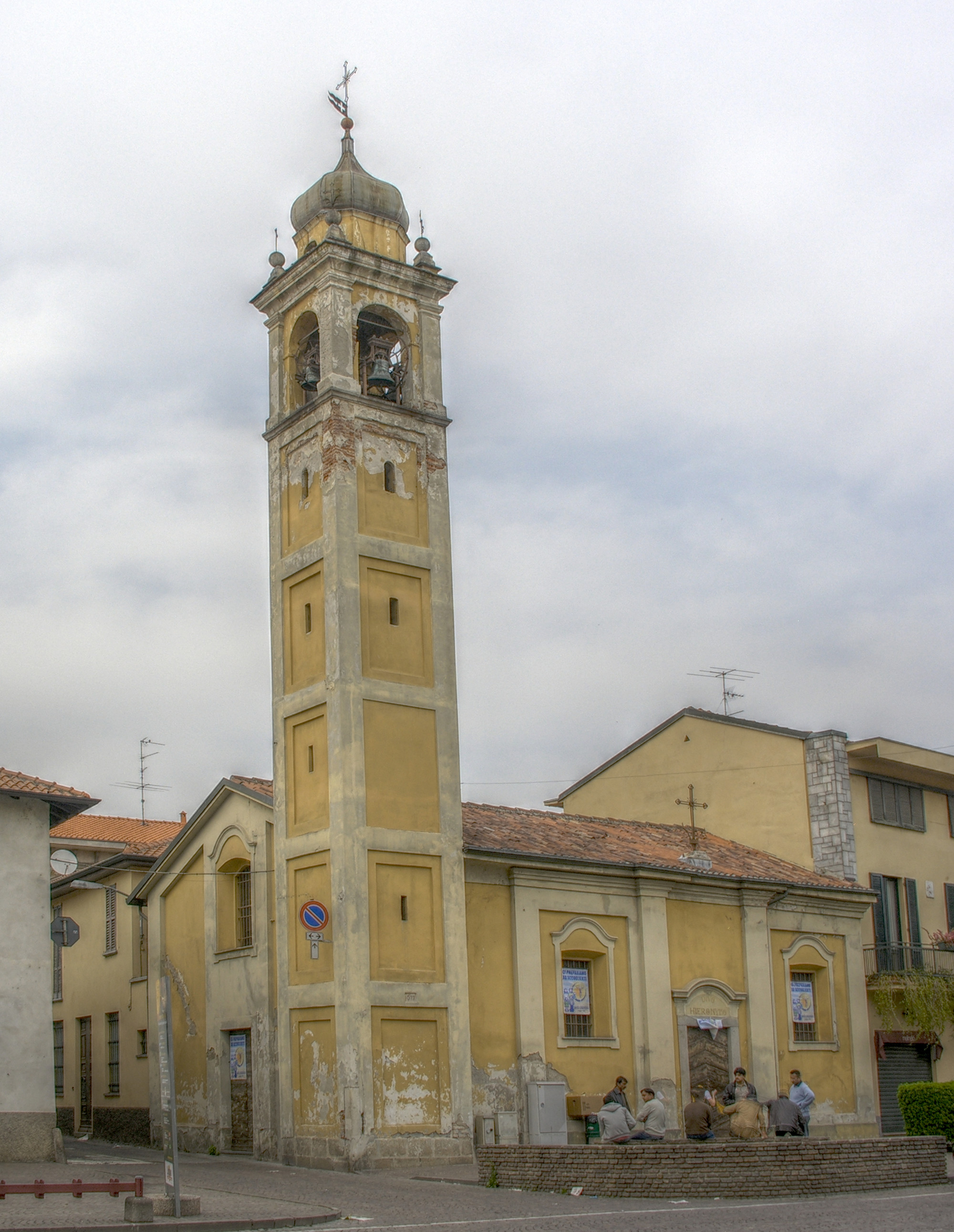
chiesa di San Gerolamo

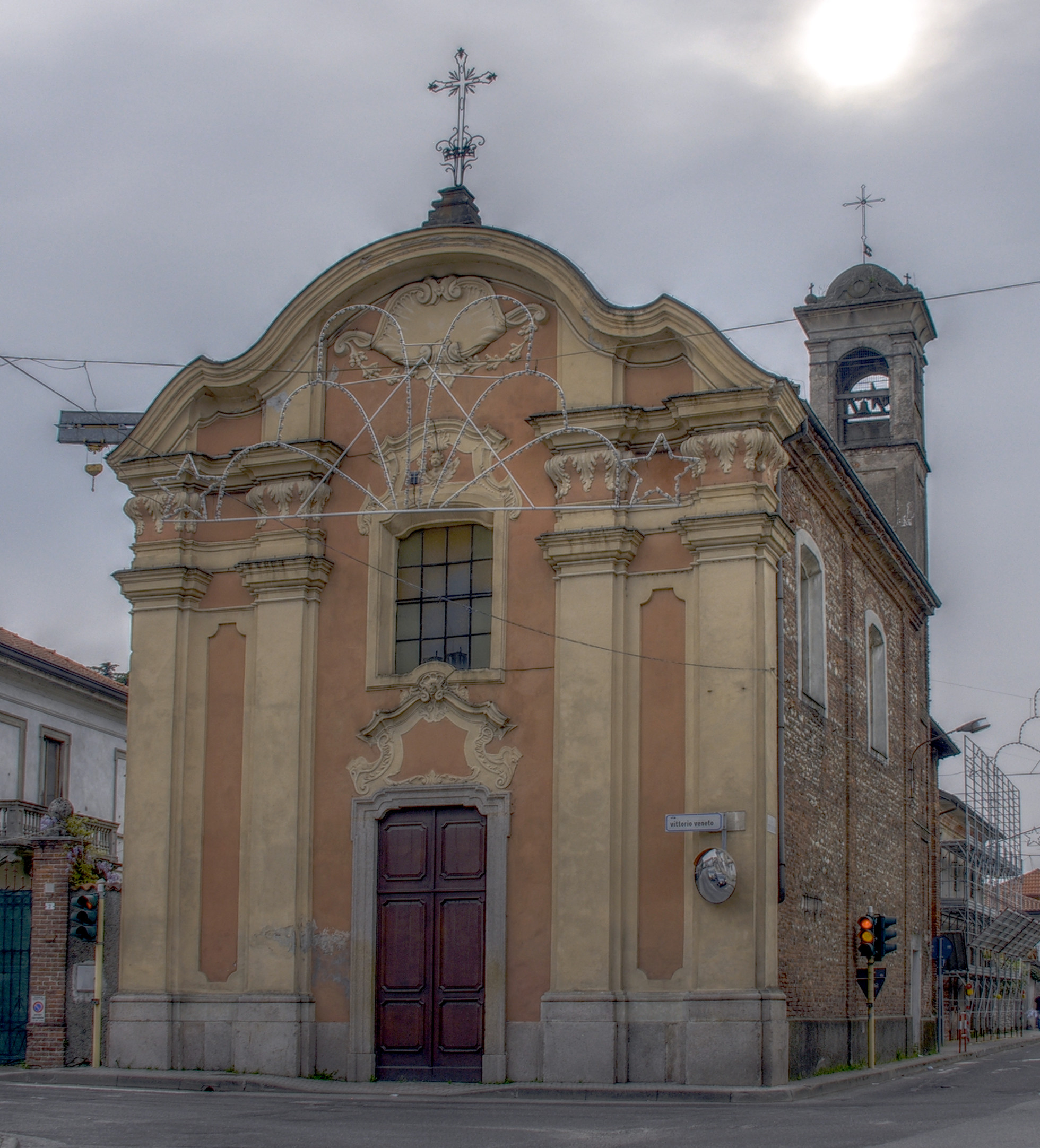
chiesa di San Rocco

#### Chiesa prepositurale di San Zenone
L'attuale chiesa prepositurale di San Zenone è il frutto di un ingrandimento dell'antica chiesetta dedicata allo stesso Santo che sorgeva, già nell'anno 974, nell'area dell'antico castello di Castano. Il precedente santuario fu rifatto nel 1345, sull'area del castello ormai distrutto. Una lapide, murata all'esterno della chiesa presso l'ingresso di corso Martiri Patrioti, ne ricorda i lavori di restauro e di ampliamento. La lapide, che sino al 1678 era all'interno della chiesa, recita: "MCCCXLV, Indictione decime tertia die Veneris quinto Februiarii. D. presbiter Marchisius de Cantono de burgo Casteno fecit fieri hanc Ecclesiam et benefitium istuum et benefitium S. Mariae in Prato ad honorem et reverentiam B.V. et Sti Joannis Evengeliste in remedium animae suae et defunctorum." Esso originariamente, però, aveva un altro stile: l'area, infatti, era quella della chiesa attuale, ma la sua struttura venne modificata nel secolo XVIII. Come fosse originariamente, lo si può dedurre da alcune descrizioni dei resoconti delle visite pastorali dei secolo XVI e XVII. La chiesa all'epoca era lunga 50 metri, larga 15 ed alta 21, sulla facciata c'era una sola finestra circolare (oculus) ed una porta. La facciata era inoltre ornata da semicolonne di pietra che partivano dalla base ed arrivavano alla sommità dell'edificio. Il campanile era, come adesso, sulla parete meridionale ed aveva due porte: una che dava nella chiesa ed una che dava all'esterno. Proprio la sua forma quadrata e la sua posizione inducono a pensare che in origine fosse stata una torre dell'antico castello. La chiesa era divisa in tre navate da dieci colonne di mattoni, il soffitto era a capriate e il pavimento di laterizio. Il presbiterio era alzato dal piano delle navate mediante una gradinata di sasso di cinque gradini. Sullo sfondo c'erano solo due finestre con dei vetri rotondi. Qui è custodito un prezioso Crocifisso, oggetto di venerazione da diversi secoli, che sarebbe stato portato da Gerusalemme dal nobile castanese e crociato fra' Rodolfo della Croce. Citato durante le visite pastorali di San Carlo, venne considerato miracoloso a partire dal 1630, quando fu invocato per proteggere dall'epidemia di peste e innalzato ogni volta che la sofferenza colpiva gli abitanti di Castano. Per devozione a questo Crocifisso si tengono solenni festeggiamenti ogni 25 anni. Attualmente è posto nella nicchia sull'altare maggiore. L'aspetto attuale risale all'ultimo rifacimento datato 1759. 
La parrocchia fa parte dell'arcidiocesi di Milano, zona pastorale IV di Rho, decanato di Castano Primo. Il vetusto campanile alto 46 metri, possiede un concerto di 5 campane in Reb3 realizzate nel 1777 a Malnate dalla fonderia Antonio Maria Comerio, la campana minore rifusa a seguito di una crepa nel 1929 dalla fonderia Fratelli Ottolina di Seregno.

#### Chiesa di San Gerolamo
La prima notizia della chiesa di San Gerolamo risale all'anno 1475 ed essa era inizialmente dedicata a san Bartolomeo. A poco a poco, però, verrà chiamata chiesa di San Gerolamo. Da una piantina del secolo XVI, essa risulta di forma rettangolare, senza abside, e con cinque pilastri esterni di contrafforto che fanno pensare ad una chiesa di stile gotico lombardo. La facciata era senza finestre ed aveva una porta centrale. I lati settentrionale ed orientale erano senza porte né finestre e confinavano con case appoggiate. Nel 1566, era ancora coperta di tegole seppur senza pavimento e con il campanile sopra il tetto, ma senza campana. A valle di alcune ricerche compiute, si può concludere che nel 1398 la chiesa non esisteva ancora e, dunque, potrebbe essere datata come edificio della prima metà del Quattrocento. Le 3 campane poste sul campanile in Si3 sono state realizzate nel 1936 dalla Fonderia Fratelli Ottolina di Seregno.

#### Chiesa di San Rocco
Nel 1566 l'attuale bella chiesetta dedicata a san Rocco recentemente ristrutturata risulta abbandonata, aperta, con due finestrelle presso la porta. Viene restaurata solo vent'anni dopo ed imbiancata. Il soffitto, però, non c'è ancora e l'altare è spoglio. Nel 1605, sopra l'altare, esiste un gradino di mattoni, su cui appoggia l'icona della Madonna con san Rocco e san Sebastiano. A sud ci sono due finestre e ad ovest una porta chiusa con catenaccio a chiave. Solo nel 1838 il pittore Cozzi fa la bronzatura dei pulpiti e dipinge due statue all'esterno della chiesa. In disuso la campanella ottocentesca posta sul campanile.

#### Chiesa Madonna dei Poveri
La chiesa dedicata alla Madonna dei Poveri è, dopo la prepositurale di San Zenone, la seconda chiesa parrocchiale di Castano. I lavori di costruzione del recente edificio religioso risalgono al 29 settembre 1957, data in cui venne posata la prima pietra. L'edificazione della chiesa fu poi portata a termine in poco più di un anno. Essa ha una pianta a tre navate, voluta dal progettista proprio al fine di conservare una caratteristica tradizionale comune alla generalità delle altre chiesi esistenti, e forme tradizionali. La struttura portante dell'edificio è costituita da pilastri e travi in cemento e questo ha permesso di apportarvi anche un sostanziale ampliamento successivo. Esternamente l'edificio è rivestito in cotto, internamente, per i pavimenti ed i rivestimenti, sono stati utilizzati marmi veronesi. L'istituzione della nuova parrocchia venne stabilita con decreto del 30 settembre 1967. Le 5 campane installate sul campanile provengono dalla chiesa ora sconsacrata di Cuggiono, suonano la nota Do4 sono state realizzate a Milano dalla fonderia Barigozzi nel 1885, inutilizzata nel giardino della canonica una campana in Mi4 della medesima fonderia e realizzata nel 1958. 

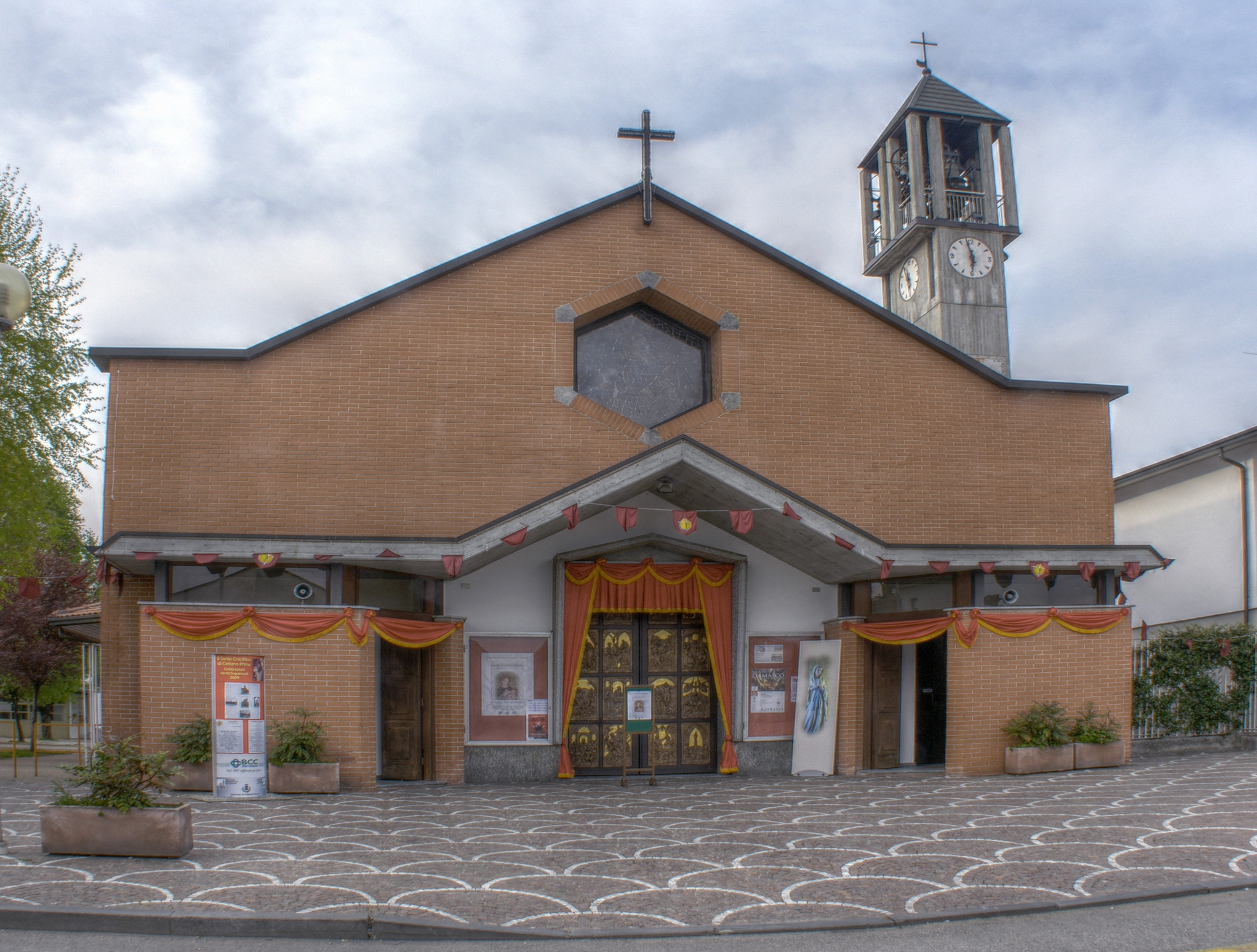
La chiesa Madonna dei Poveri
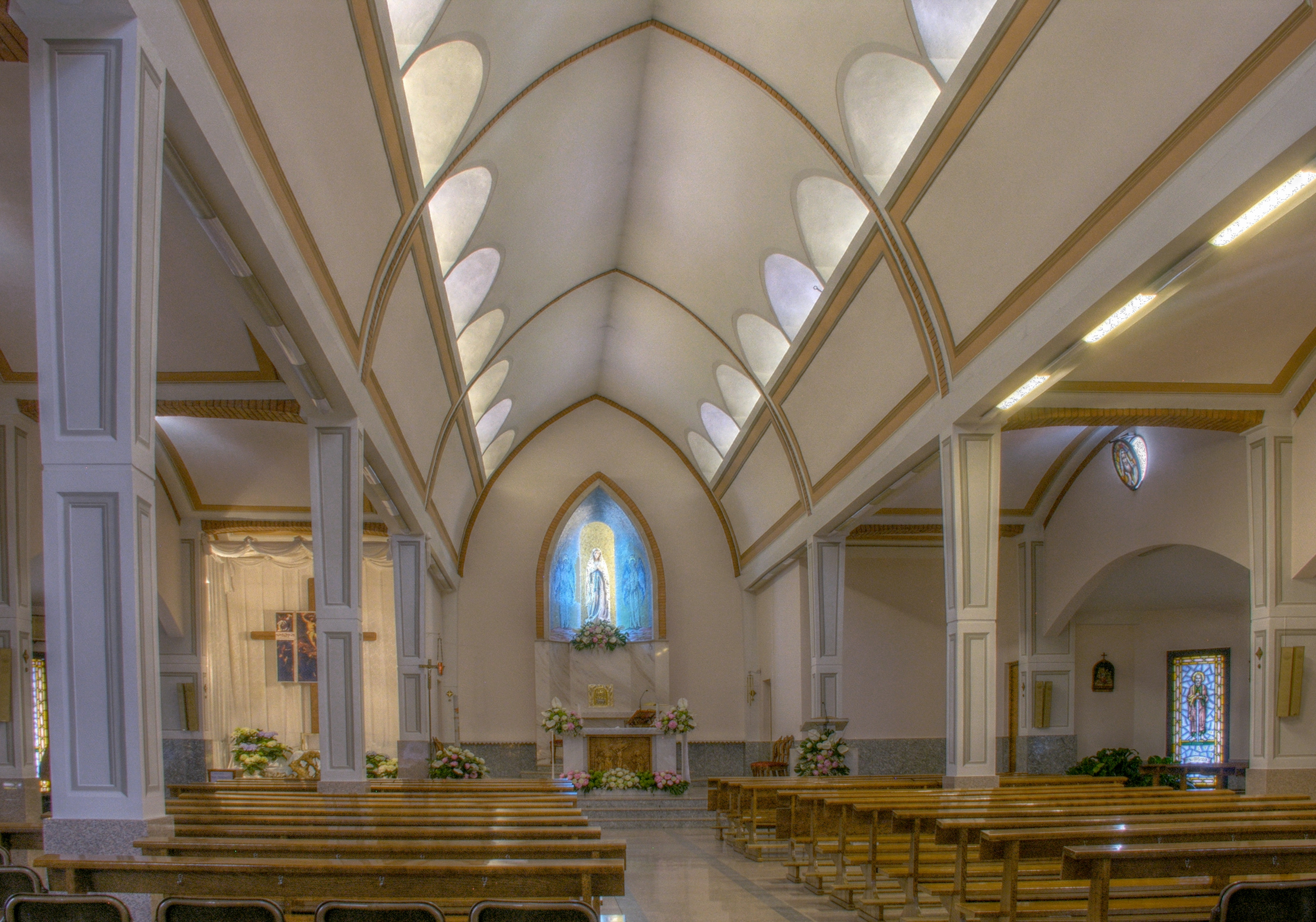
La chiesa Madonna dei Poveri - Vista interna
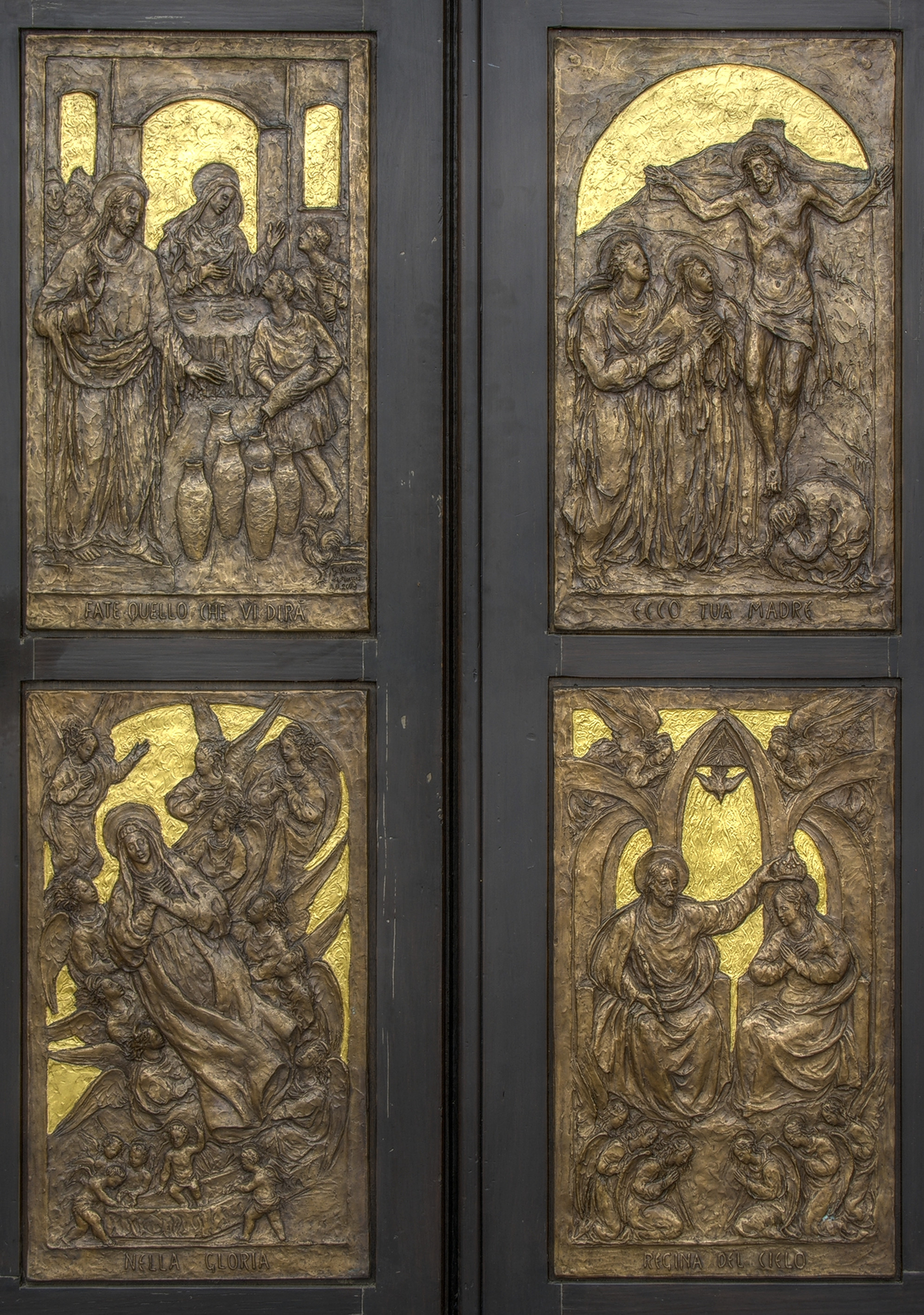
La chiesa Madonna dei Poveri - Particolare del portale
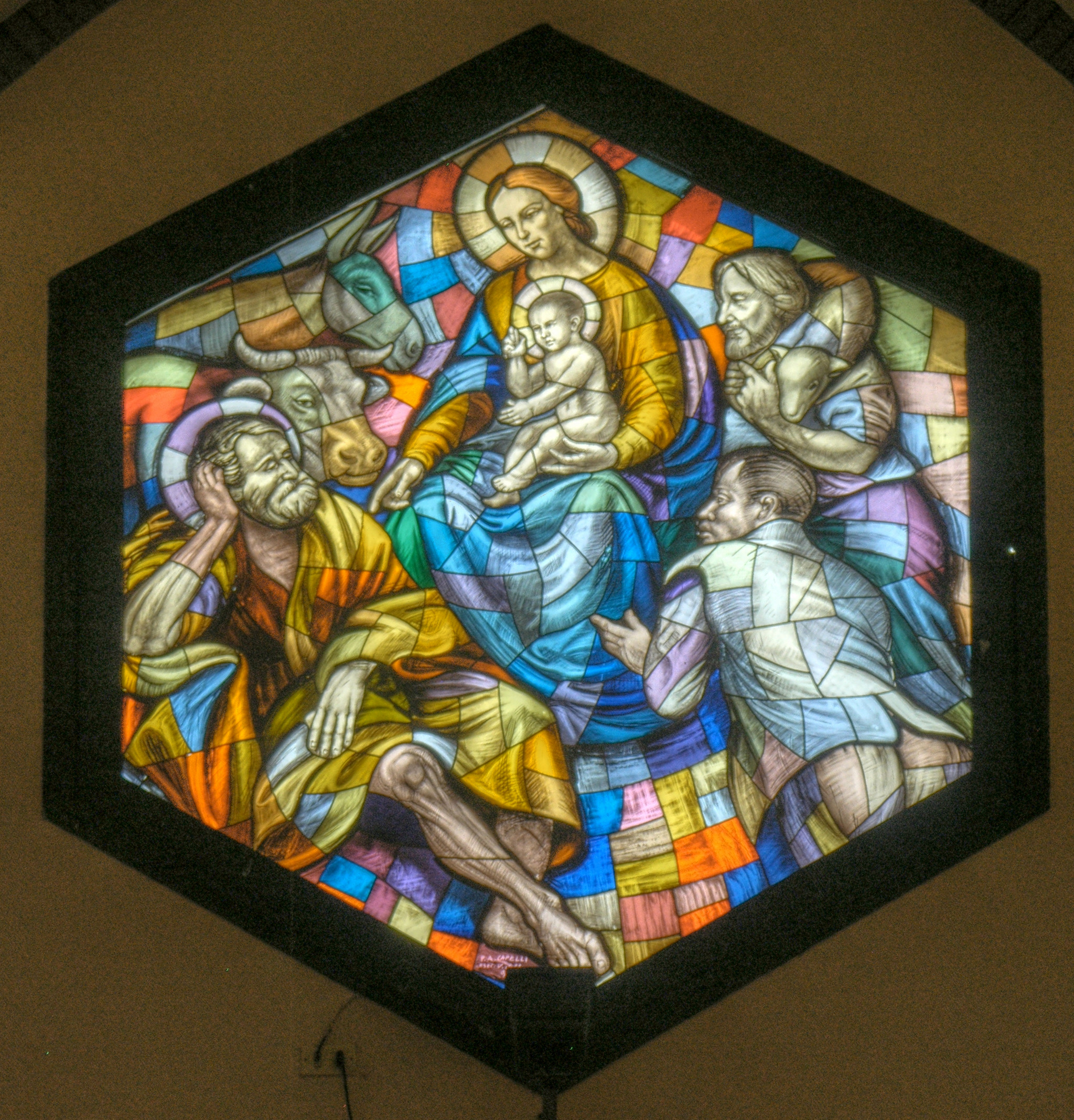
La chiesa Madonna dei Poveri - Il rosone

#### Chiesetta Madonna di Gree (o di Santa Maria in Agro)
La Chiesa di Madonna di Gree detta anche Chiesa di Santa Maria in Agro ha origini antichissime, citata anch'essa nel documento del 974. Si trova in mezzo ai boschi di robinie a nord del paese. Nella Chiesetta Nella Chiesa di Sancta Maria in Agro si dice tuttora messa tutti i mercoledì, mentre la domenica pomeriggio si recita il S. Rosario.

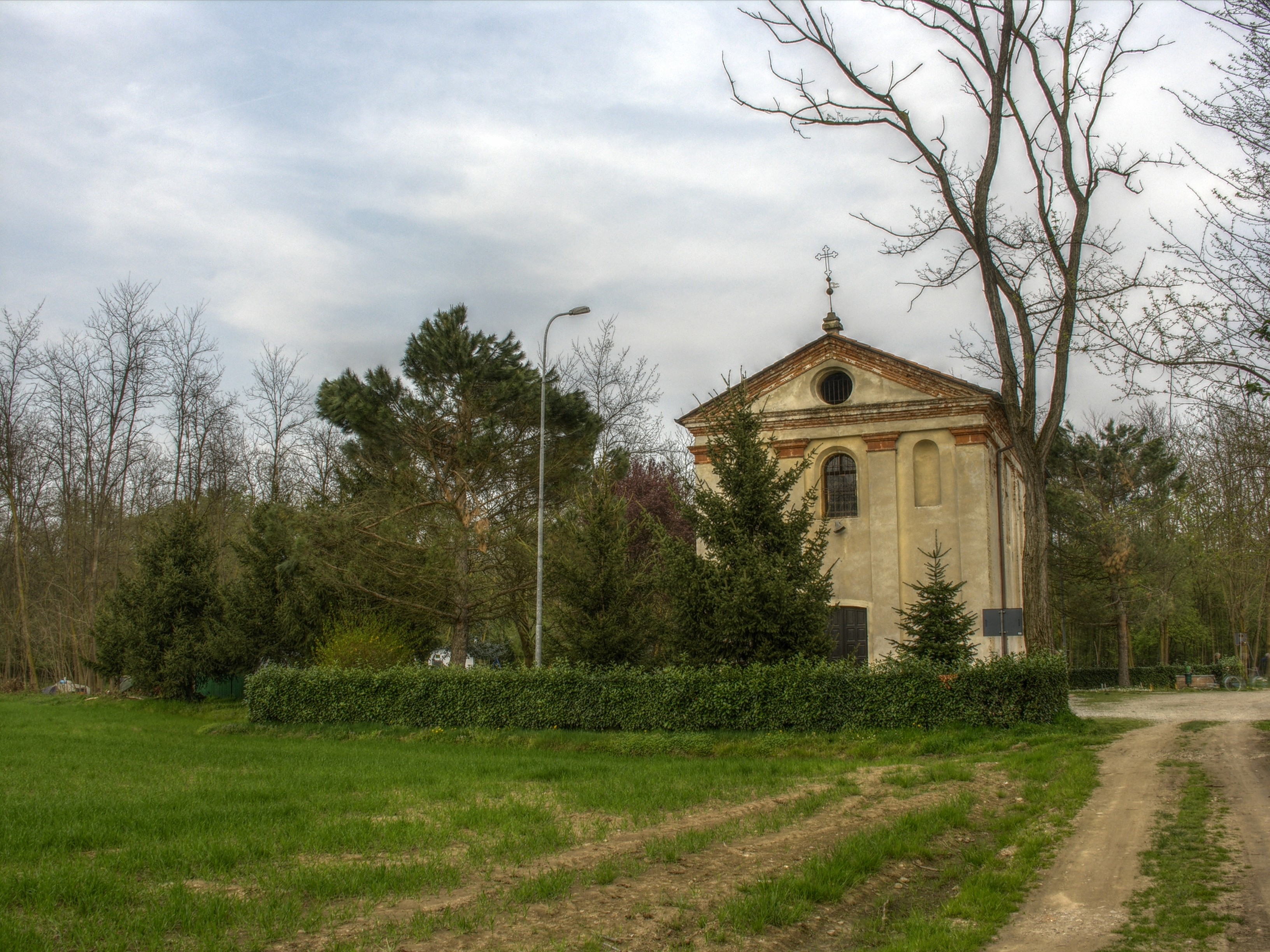
La chiesetta Madonna di Gree com'è inserita nel suo contesto ambientale
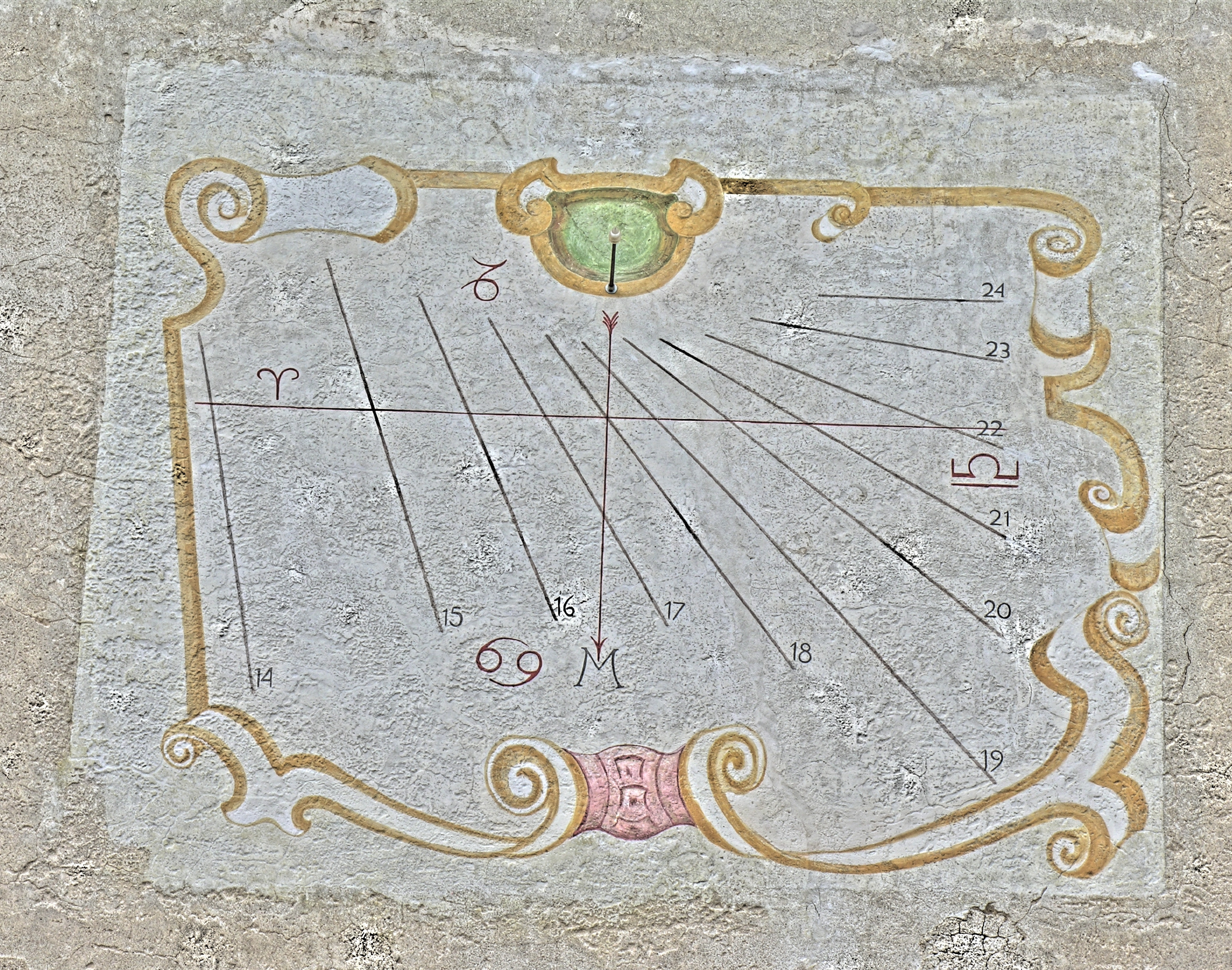
La chiesetta Madonna di Gree - Dettaglio della meridiana presente sul lato sud
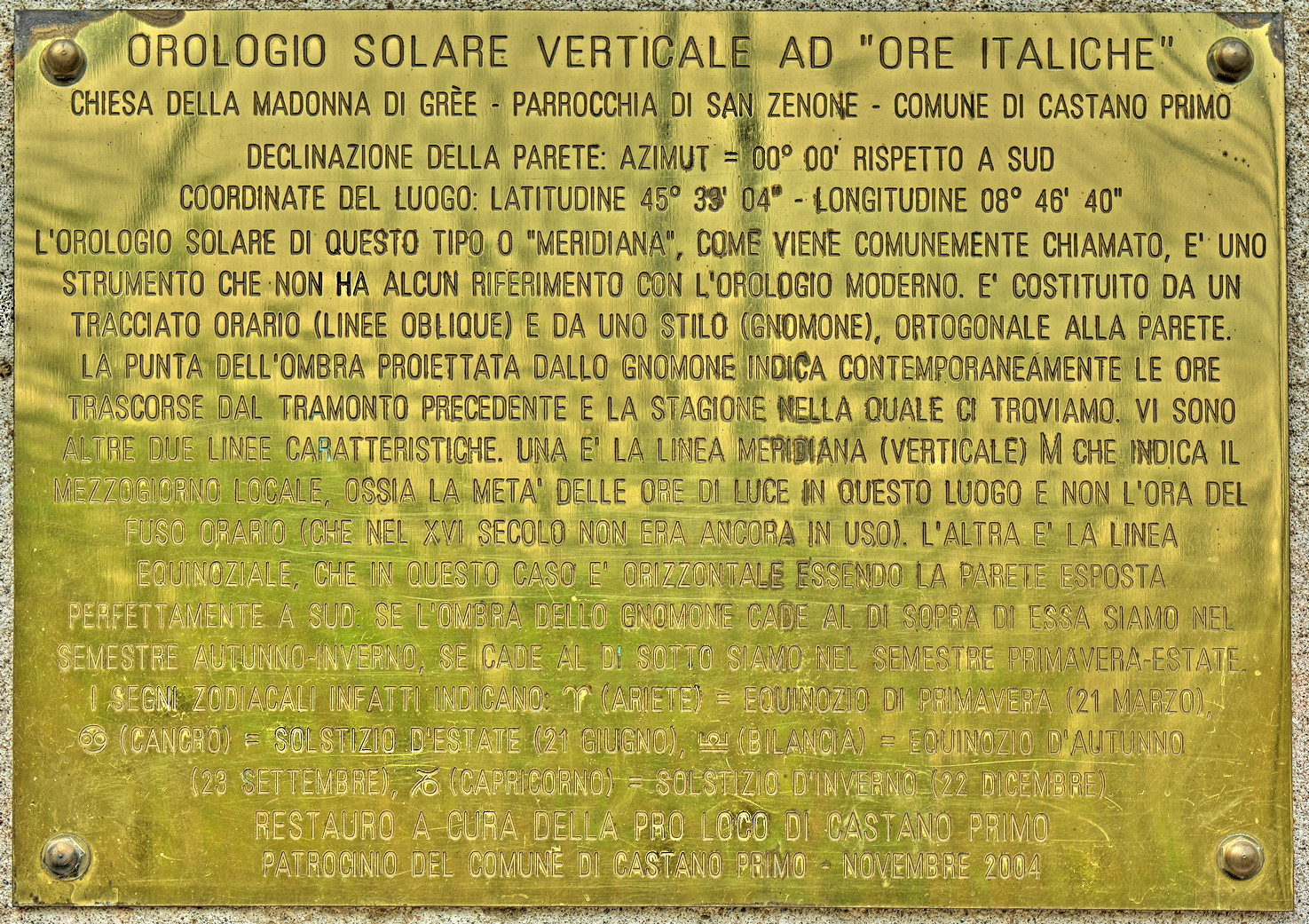
La chiesetta Madonna di Gree - La targa dati della meridiana presente sul lato sud

#### Chiesa della Madonna del Lazzaretto al cimitero
La chiesa della Madonna del Lazzaretto, tuttora esistente, fu eretta nel 1630 per commemorare le vittime della terribile peste, narrata ne I promessi sposi di Alessandro Manzoni, che aveva colpito anche il territorio di Castano. Nel 1639, infatti, esisteva già un piccolo cimitero dove erano stati bruciati e sepolti diversi corpi di defunti appestati. Essa, dunque, venne edificata proprio sulla parte più antica dell'attuale Camposanto, nel quale - narrano le cronache dell'epoca - la prima ad essere sepolta, nel 1787, fu una bambina di soli 8 mesi di nome Maria Margherita, figlia di Giovanni Maccagno.

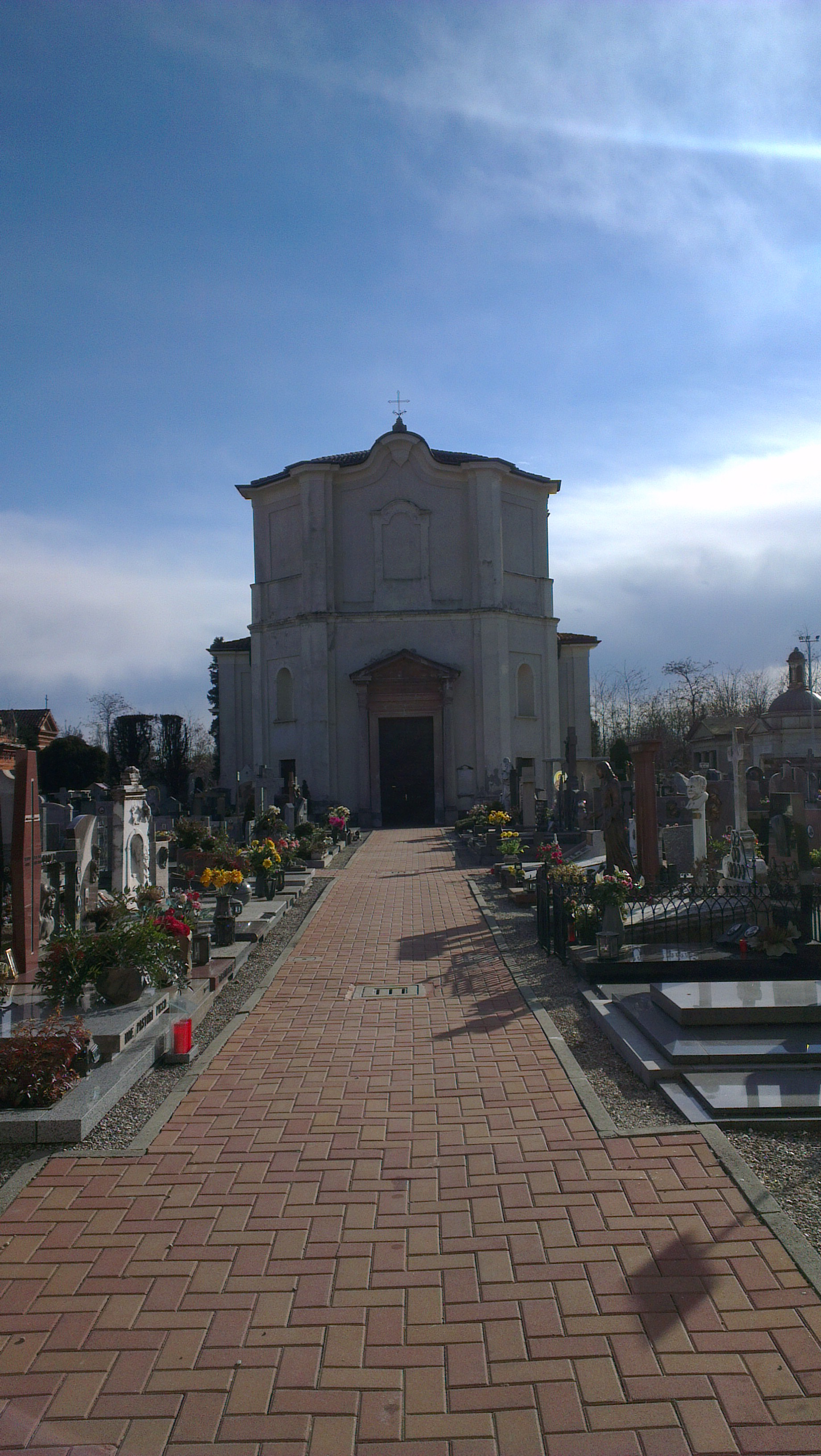
Chiesa della Madonna del Lazzaretto

#### Chiesetta di San Bernardo nella cascina Malpaga
Della cascina Malpaga si ha notizia addirittura dal 1491, alcune carte notarili dell'epoca infatti riportano che un certo “Berto de Genoni Antonio abita sul luogo della Malpaga nel territorio di Castano”.
All'epoca conosciuta come Cascina di San Bernardo era già proprietà della famiglia De Magistris o De Maestri, rimase in loro possesso fino all'inizio del secolo XX.
La chiesetta di San Bernardo fu edificata nel 1562 nella quale venne collocata un'opera pittorica raffigurante San Bernardo. Fino alla metà del XX secolo, la Cascina Malpaga era ancora abitata da alcuni nuclei famigliari di contadini che coltivavano le terre circostanti, fino ad un massimo di ben 137 persone residenti.
Ora però versa in condizioni di completo abbandono.
Ora la cascina è parte del patrimonio dell'Opera Pia Colleoni, fondata dalla stessa contessa Francesca Colleoni de Maestri, la quale nel 1902 istituì a Castano un Ospedale Civile, ora casa di riposo per gli anziani appunto in via Colleoni.

### Architetture civili

#### Palazzo Rusconi
Villa Rusconi ha le caratteristiche architettoniche degli edifici seicenteschi di progettazione ricchiniana. Si tratta di una villa con la tipica pianta ad U, con uno scenografico corpo centrale a tre piani e con due ali laterali destinate a pars rustica. Un giardino diffuso si sviluppa in due aree: quella prospiciente l'edificio e quella retrostante. Le sale di rappresentanza sono affrescate con i motivi tipici della “civiltà di villa” che nel territorio animò un fenomeno di monumentalizzazione delle aree periferiche rispetto ai grandi centri, privilegiando le campagne e le zone lacustri.
La villa è un esempio di casa da nobile che la famiglia milanese dei Corio fece costruire con i proventi derivati dalle rendite della prepositura di Sant'Ambrogio a Milano, carica che alcuni membri della famiglia ricoprirono, tra cui il committente, Giulio Cesare Corio.
La villa prese in passato il nome di Nuño de Portugal, il conte spagnolo che ebbe qui il suo feudo dall'imperatore Carlo VI, successivamente passò a vari proprietari fino all'acquisizione da parte della famiglia Rusconi, che tra il 1920 e il 1930 si occupò della restaurazione al termine della quale l'edificio assunse l'aspetto attuale. Divenuta in seguito di proprietà comunale, la villa venne semidistrutta da un incendio nel 1992. Dopo un lungo lavoro di restauro costato 3 miliardi e 100 milioni (di cui un miliardo e 300 venne pagato dall'assicurazione, il resto proveniente da un mutuo con la Banca Popolare di Novara, che l'amministrazione estinse in 5 anni) è stata riaperta al pubblico nel 1999 ed ora è sede del Municipio.

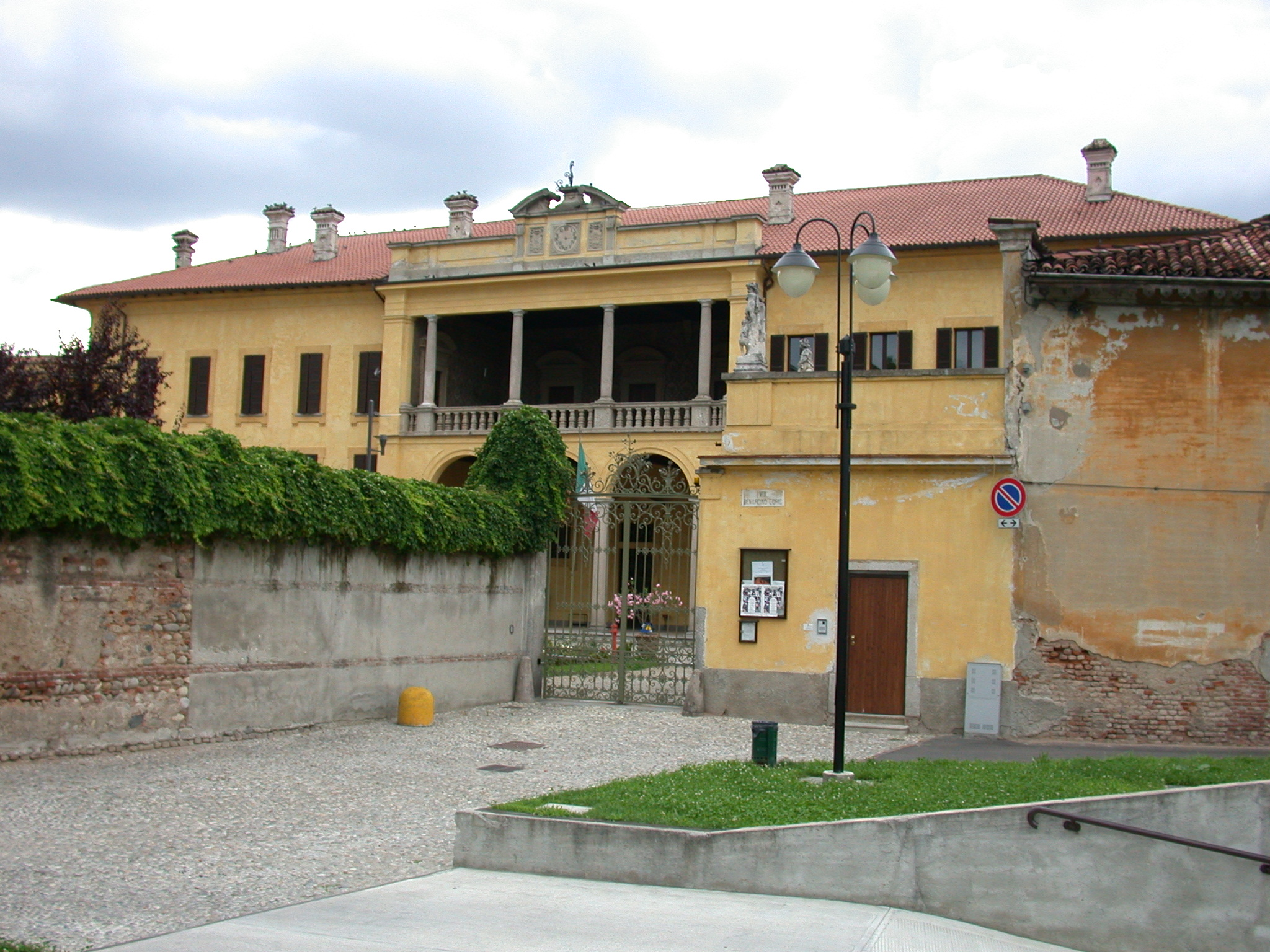
Palazzo Rusconi, attuale sede degli uffici comunali.
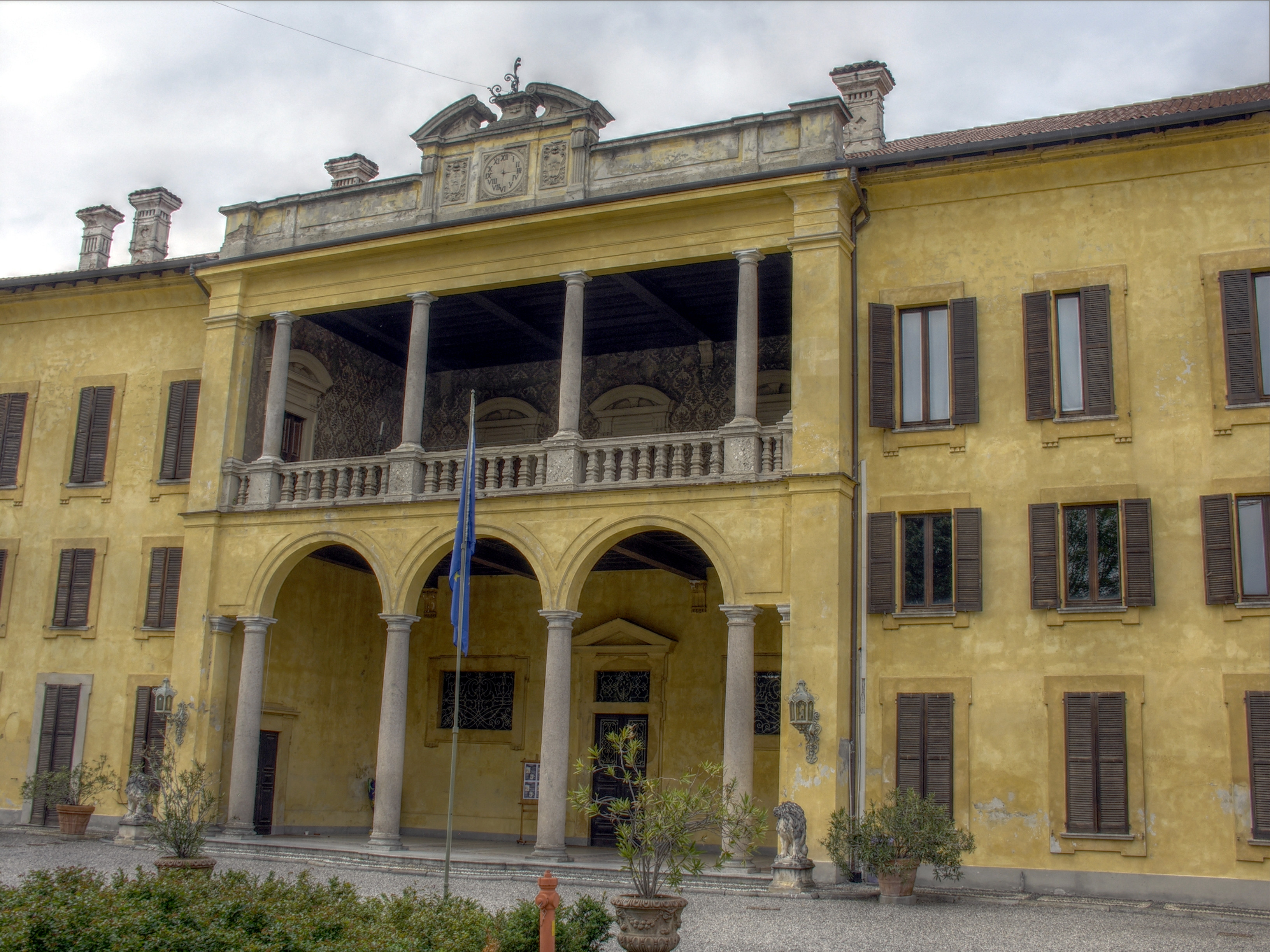
Palazzo Rusconi, dettaglio della facciata.

#### Auditorium
L'Auditorium "Angelo Paccagnini" di Castano Primo è una delle realtà di riferimento e di richiamo per la città di Castano Primo e più in generale per il territorio del Castanese è situato nella grande struttura di piazza XXV Aprile e può contenere fino a 350 spettatori ed ha un grande palcoscenico che si protende ad emiciclo verso la sala.

#### Cascina Malpaga
Tra le quattro principali cascine presenti sul territorio castanese si tratta della più grossa. Il primo documento storico che ne parla è un atto notarile datato 3 giugno 1491. La cascina era anche detta "di San Bernardo" dalla chiesetta a lui dedicata che vi sorgeva. La prima notizia relativa ad essa risale addirittura ad un atto notarile del 3 giugno 1491 in cui si legge che un certo “Berto de Genoni q. Antonio abita sul luogo della Malpaga nel territorio di Castano, Pieve di Dairago”. All'epoca essa era conosciuta come Cascina di San Bernardo ed era già allora proprietà della famiglia De Magistris o De Maestri, che continuerà a possederla fino all'inizio del secolo XX. Nel 1562, inoltre, fu edificata la chiesetta di San Bernardo nella quale venne collocata una pala d'altare raffigurante per l'appunto il Santo. Fino alla metà del XX secolo, inoltre la Cascina Malpaga era ancora abitata da un discreto numero di famiglie di contadini che coltivavano le terre circostanti, a tale riguardo, infatti,si arrivò ad un massimo di ben 137 persone residenti, ma ora versa in condizioni di completo abbandono. Faceva parte del patrimonio dell'Opera Pia Colleoni, ora acquistata dalle Cave Rossetti .

#### Cascina Cantona
Abitata da un nucleo famigliare. Vi sono poche notizie riguardo alla sua storia, se non che il suo nome deriva verosimilmente dai suoi antichi proprietari, la nobile famiglia Cantoni.

#### Cascina Cornarina
Abitata da pochi nuclei famigliari, fu sede di un importante allevamento suino. Si ritiene che il suo nome derivi dal comandante romano Cornelio Scipione che nel 528 della fondazione di Roma dominò gli Insubri. Con più probabilità pare che derivi dalla nobile famiglia De Cornate che ne era proprietaria già nel 1517.

#### Cascina Saronna
Abitata da diversi nuclei famigliari. Era detta anche di S. Cornelio per la chiesetta che vi sorgeva poco distante: quando i Serono ne divennero proprietari, mutò il suo nome. La prima notizia che si ha di questa cascina è datata 23 ottobre 1943, in un atto notarile in cui "Giovanni de Rotondi de Serono figlio del sig. Luigi abitante a Castano, dà in affitto a Pierino de Passicarimbus un sedime della cascina di S. Cornelio"

### Via Crucis di Gaetano Previati

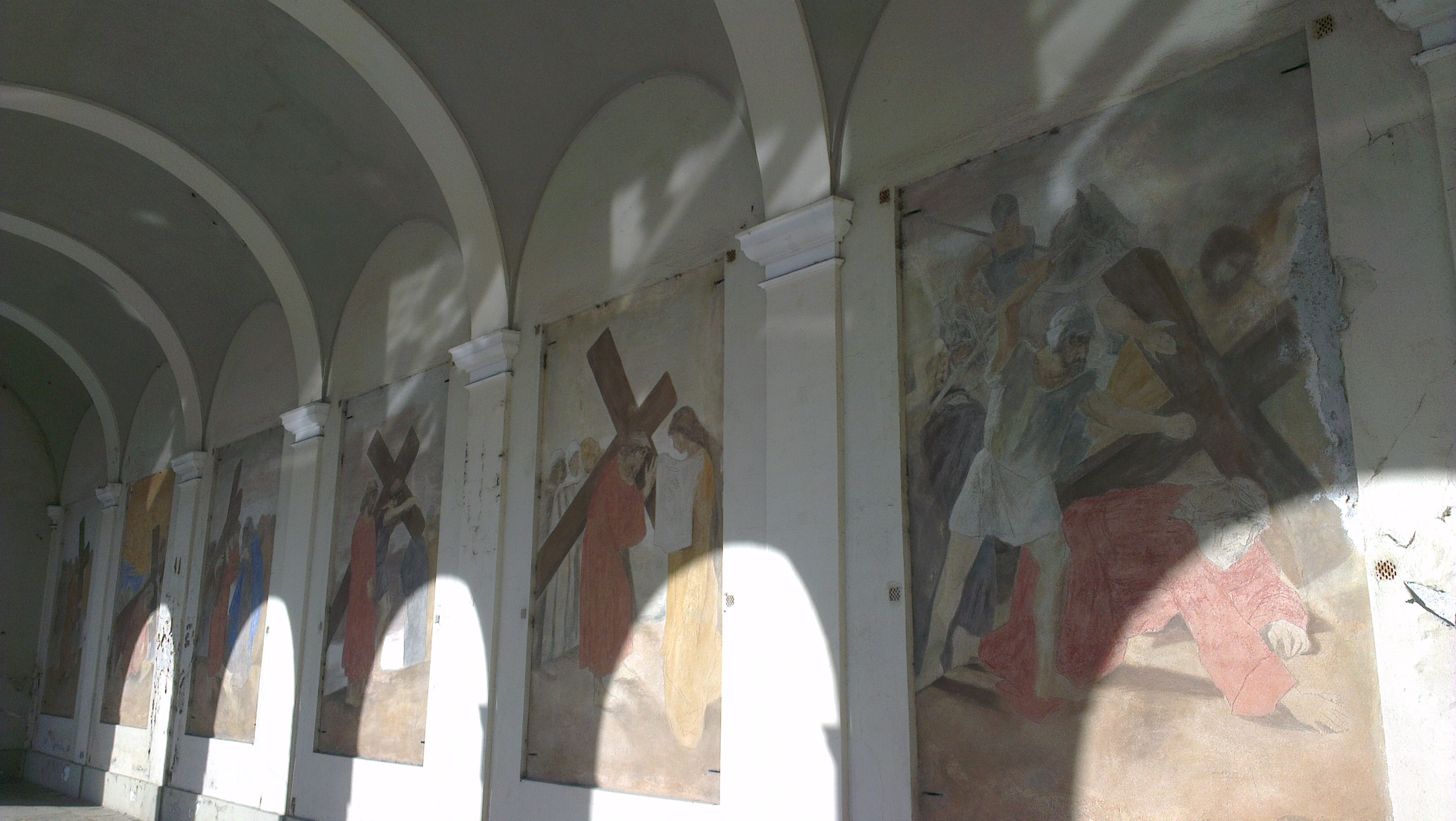
Castano Primo, Via Crucis di Gaetano Previati

La Via Crucis, già "del Cimitero", è una delle numerose opere religiose di Gaetano Previati.
Compiuta nel 1888, fu fatta restaurare una prima volta dopo la guerra dall'ing. Giuseppe Torno, poiché il tempo la aveva alquanto deteriorata. In anni più recenti subì un trattamento più radicale, che portò all'asportazione degli affreschi — al Cimitero residuano solo le sinopie — custoditi nella pinacoteca della Villa Rusconi fino a qualche anno or sono, quando un incendio della Villa la rese, per un lungo periodo, totalmente inagibile.
L'opera — recentemente esposta al Museo diocesano di Milano — lascia l'impressione di elementare essenzialità: trascurati sono i particolari, quasi escluso il paesaggio, eccetto lo sfondo del cielo, sempre ispirato nel colore al tono della scena che si svolge. Anche i personaggi di ogni stazione sono limitati nel numero e sono ridotti all'essenzialità dell'espressione.
Centro di ogni quadro è sempre Gesù, che di stazione in stazione si fa sempre più curvo. Non ha mai gli occhi aperti, salvo in alcune scene: forse l'autore si è sentito incapace di rendere la potenza dello sguardo di un Dio.
Attualmente l'opera è conservata presso il Museo Civico comunale.

## Società

### Evoluzione demografica
Abitanti censiti

### Stranieri
Secondo i dati ISTAT al 1º gennaio 2014 la popolazione straniera residente era di 1 233 (10,97%) persone, in aumento rispetto ai dati raccolti a dicembre 2010 (8,65%). Le nazionalità maggiormente rappresentate in base alla loro percentuale sul totale della popolazione residente erano:
- Pakistan 442 (3,93% sul totale della popolazione residente)
- Cina 194 (1,72%)
- Marocco 132 (1,17)%
- Albania 98 (0,87%)
- Romania 92 (0,81%)

### Tradizioni e folclore

#### Festa del Santo Crocifisso di Castano Primo
La Festa del Crocifisso è un evento che richiama migliaia di persone dalla città dai paesi vicini e da tutta la Provincia. Si tratta della manifestazione religiosa più sentita di tutta la zona. Si svolge ogni 25 anni da metà Ottocento. Bandiere, luci, porte trionfali invadono Castano Primo, come testimonianza di fede e devozione al Santo Crocifisso.

##### Origine del Crocifisso di Castano Primo
Secondo un racconto sarebbe stato portato da Gerusalemme al tempo delle crociate e donato alla Parrocchia di Castano Primo dal cavaliere di Malta Fra Rotondo della Croce. Alcuni addirittura avanzano l'ipotesi che fosse opera dell'Evangelista San Luca. Nel 1800 i contadini raccontavano che fosse arrivato in paese miracolosamente portato dalle acque del Ticino in piena. Il Crocifisso esposto nell'abside della Chiesa Prepositurale di San Zenone, in piazza Mazzini, risale, secondo gli storici dell'arte, all'inizio del Cinquecento, epoca in cui a Milano e nel circondario si ebbe una notevole fioritura della devozione al Crocifisso. Se ne parla per la prima volta in un documento del 1566. Si tratta di una descrizione della Chiesa di San Zenone di Castano Primo, dove si dice che davanti all'altare maggiore era innalzato un "grande crocifisso". La devozione crebbe velocemente, tanto che già nel Seicento il Crocifisso era considerato miracoloso e circondato da una grande devozione popolare che crebbe anche nel Settecento. Diverse sono le testimonianze sui miracoli del Crocifisso. Nel 1714 a Castano Primo e zona ci fu una terribile siccità, che devastò la vita dei contadini. Inutili furono gli sforzi per salvare i raccolti. Dietro consiglio di uno dei curati del borgo il popolo castanese si rivolse con fiducia al Santo Crocifisso e, secondo quanto si narra, prima che facesse notte, il cielo, da azzurro che era, si coprì di nubi e cominciò a cadere un'abbondante pioggia che ristorò le campagne e riempì i pozzi di cui si servivano i contadini. In seguito si verificarono altri miracoli che suscitarono sempre maggiore devozione anche nei paesi vicini. Nella prima metà dell'Ottocento la devozione al Crocifisso di Castano continuò a mantenersi molto viva: si facevano celebrare numerose messe e molte persone portavano doni da appendere come ex-voto. Nel contempo si stampavano immagini da offrire alla venerazione dei fedeli. Nel 1859, al tempo della Seconda Guerra d'Indipendenza, si verificò un altro fatto in cui i castanesi ravvisarono una speciale protezione del Crocifisso al paese ed ai suoi abitanti. Il 3 giugno di quell'anno gli austriaci puntarono i loro cannoni sulla piazza, come misura difensiva per far fronte all'avanzata dei piemontesi. I castanesi si rifugiarono in Chiesa a pregare il Crocifisso di scongiurare il pericolo. La paventata rovina non si verificò: gli austriaci si ritirarono senza sparare e il paese fu salvo. In seguito a questo fatto si stabilì, in segno di riconoscenza, di trasportare solennemente in processione per il paese il taumaturgo Crocifisso ogni 25 anni. La promessa fatta fu mantenuta e la solenne traslazione si ripete puntualmente. Le ultime celebrazioni sono state quelle del 2009.

### Istituzioni, enti e associazioni

#### AGESCI Castano Primo 1
Castano Primo ospita sul suo territorio dal 1966 un gruppo scout, in via Santa Maria (presso l'oratorio della Madonna dei Poveri). Nel 2007 il gruppo si è fatto promotore della rinascita del movimento scout sul territorio di Turbigo. Dal 2014 a Robecchetto con Induno c'è una piccola base.

#### Corpo musicale Santa Cecilia di Castano Primo
Nel 1872 si hanno le prime notizie della banda cittadina di Castano Primo, la quale partecipa attivamente a ricorrenze laiche e sacre fino alla fondazione dell'oratorio nel 1897. Nello stesso anno infatti il parroco don Zaccaria Bigatti fonda sia la Banda sia la Corale dell'Oratorio che si sciolgono in seguito al trasferimento dello stesso nel 1903. La Banda Cittadina torna a prestare servizio, ma solo fino al 1907 quando alla fondazione del Circolone dei Social-Liberali l'allora parroco Giuseppe Cermentati contatta bande esterne per i servizi religiosi, come si faceva prima del 1872.
Nel 1910 viene costituita la Fanfara dell'Oratorio. Durante la Grande guerra la Fanfara sospende il suo operato e torna operativa solo nel 1919. Tra i primi maestri vanno ricordati Giovanni Paganini e Angelo Nava negli anni Venti, Piero Marazzini negli anni Trenta, grazie al quale la banda partecipa a parecchi concorsi e concerti fuori paese, soprattutto nella zona di Novara.
In seguito alla seconda guerra mondiale la banda riprende il servizio nel 1948 con il maestro Franco Gianella. La Banda Cittadina si scioglie negli anni 50 e numerosi componenti entrano a far parte del Corpo Musicale Santa Cecilia. Nel settembre 1987 subentra il maestro Enrico Tinelli, che lascia la direzione del corpo bandistico in occasione del concerto di primavera del 2013, dopo 26 anni di servizio: a sostituirlo alla guida del corpo musicale è stato chiamato il maestro Mario Arrigoni.

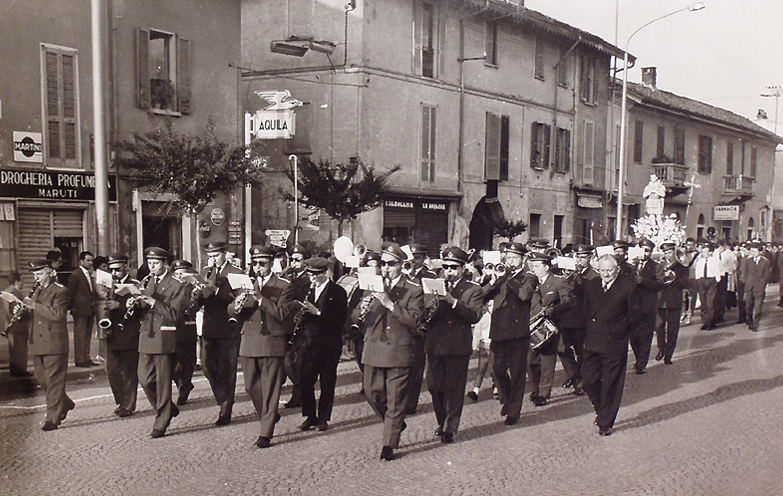
Processione anni 50
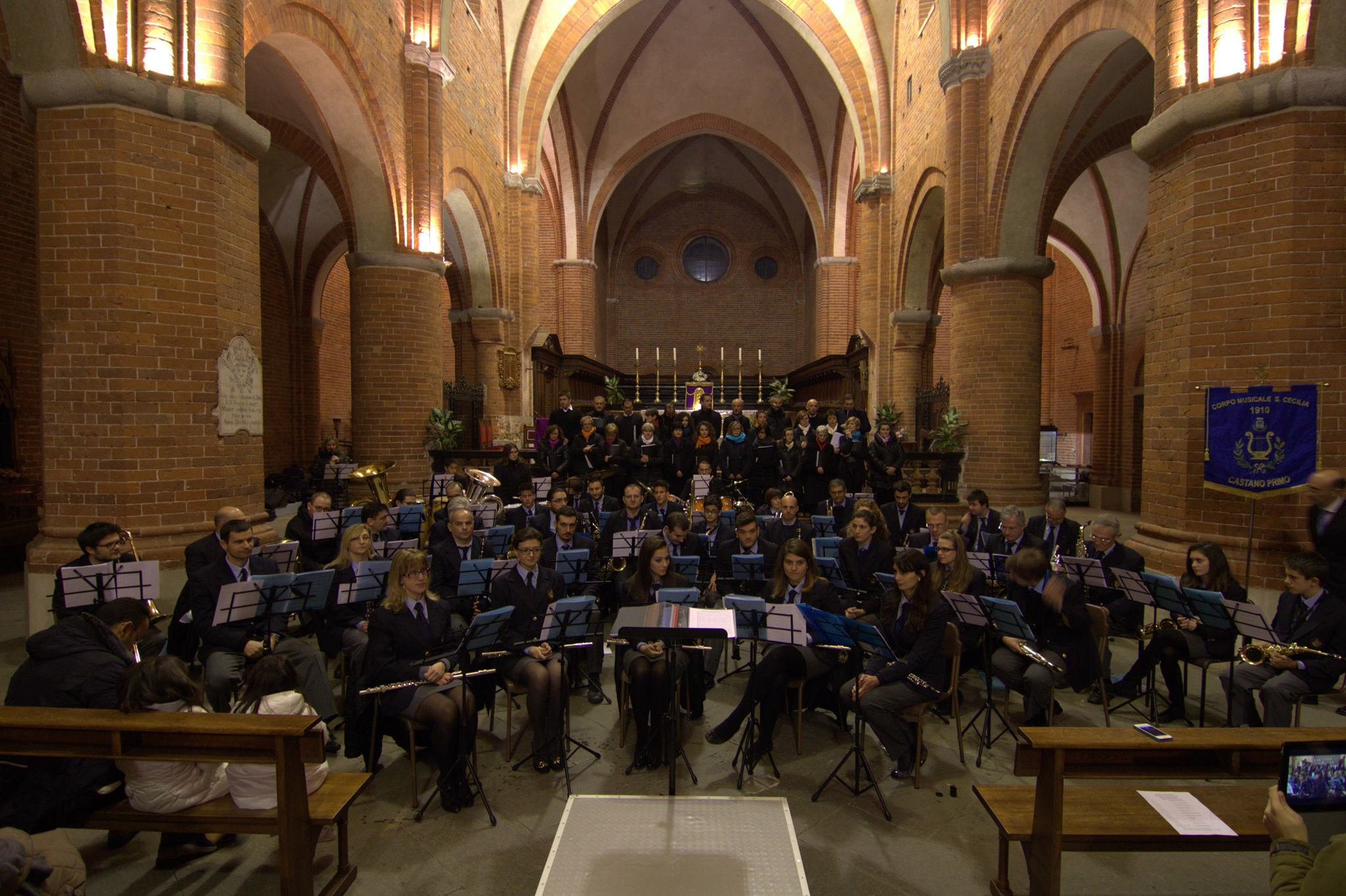
Concerto presso Abbazia di Morimondo - 2013

## Infrastrutture e trasporti
La città di Castano è attraversata in direzione est-ovest dal canale Villoresi, che lambisce il centro storico  e mette in comunicazione il Ticino (presso la diga del Panperduto) all'Adda.

### Strade
La località è servita dalla strada statale Gallaratese collega Varese con Novara, dalla Strada statale dell'Aeroporto della Malpensa, nonché dalle strade provinciali 31 per Magenta, 32 per Tornavento e 34 per Turbigo.

### Ferrovie
La stazione di Castano Primo è posta lungo la linea Saronno-Novara ed è servita da treni regionali svolti da Trenord nell'ambito del contratto di servizio stipulato con la Regione Lombardia.
Fra il 1880 e il 1952 Castano Primo fu il capolinea della tranvia Milano-Castano Primo, soprannominata "Gamba de legn", il cui capolinea era posto in piazza Garibaldi, a breve distanza dal centro città.

## Amministrazione
| Periodo        | Periodo        | Primo cittadino      | Partito | Carica  | Note |
| -------------- | -------------- | -------------------- | --- | ------- | ---- |
| 1860           | 1886           | Nicola Magnani       | | Sindaco |      |
| 1900           | 1905           | Carlo Veralli        | | Sindaco |      |
| 1905           | 1907           | Pietro Rogorini      | | Sindaco |      |
| 1907           | 1920           | Carlo Rogorini       | | Sindaco |      |
| 1921           | 1922           | Pietro Zanatta       | | Sindaco |      |
| 1923           | 1927           | Giuseppe Rusconi     | | Sindaco |      |
| 1928           | 1943           | Giuseppe Rusconi     | | Podestà |      |
| 1945           | 1945           | Pietro Zanatta       | | Sindaco |      |
| 1946           | 1964           | Marco Tacchi         | DC | Sindaco |      |
| 1964           | 1975           | Angelo Caloia        | DC | Sindaco |      |
| 1975           | 1981           | Leonardo Riva        | PCI + PSI ++ PSDI | Sindaco |      |
| 1981           | 1995           | Mario Paccagnini     | - DC + PSI (1981 - 1982) - DC + PSDI (1982 - 1985) - DC + PSI + PSDI (1985 - 1990) - DC + PSI + PSDI (1990 - 1992) - DC + PSDI(1992 - 1995) | Sindaco |      |
| 1995           | 2004           | Fausto Sanson        | - PDS + RC + Lista Civica (1995 - 1999) - PD + RC + Lista Civica (1999 - 2004)                                                              | Sindaco |      |
| 14 giugno 2004 | 7 giugno 2009  | Dario Calloni        | PDS + RC + Lista Civica | Sindaco |      |
| 8 giugno 2009  | 24 maggio 2014 | Franco Rudoni        | centro-destra | Sindaco |      |
| 25 maggio 2014 | 25 maggio 2019 | Giuseppe Pignatiello | Lista Civica | Sindaco |      |
| 26 maggio 2019 | 9 giugno 2025  | Giuseppe Pignatiello | Lista Civica | Sindaco |      |
| 10 giugno 2024 | in carica      | Roberto Colombo      | Fratelli d'Italia + Lega Nord + Forza Italia                                                                                                | Sindaco |      |

## Sport

### Calcio

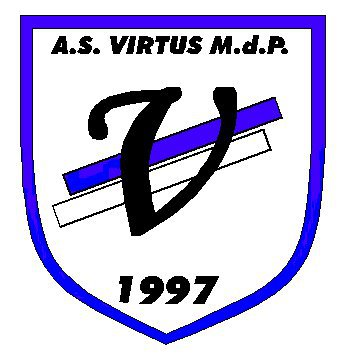
Logo società A.S. Virtus M.d.P.

La G.S. Castanese è una società calcistica fondata nel 1967. Ha militato per 5 anni nel Campionato Interregionale, che all'epoca rappresentava il quinto livello del campionato italiano di calcio, dalla stagione 1984-1985 fino alla retrocessione nella stagione 1988-1989. Al termine della stagione 2021-22 ha ottenuto la promozione in Serie D.
Il campo da gioco della squadra è lo Stadio Comunale "Annibale Sacchi".
L'Associazione Sportiva Virtus Madonna dei Poveri è una società di calcio a 7 che milita nei campionati provinciali CSI della provincia di Varese, nata nel 1997 per volere dell'allora parroco della parrocchia della Madonna dei Poveri, don Giulio Vegezzi. Ha vinto il campionato provinciale 1999-2000 con la squadra Cadetti e quello 2011-2012 con la squadra Eccellenza.

### Corse di levrieri

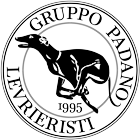
Logo Gruppo Padano Levrieristi

Il Gruppo Padano Levrieristi è un'associazione amatoriale senza fini di lucro nata nel 1995 per promuovere l'attività sportiva dei levrieri. Il gruppo gestisce, a Castano Primo, una pista omologata ENCI: fondo in sabbia; partenze 350 e 525 metri; curva parabolica con pendenza 8%; traino continuo; irrigazione e illuminazione artificiali.
Con i lavori di rifacimento della pista di atletica dello Stadio Comunale "Annibale Sacchi" avvenuti nel 2020, la pista è stata dismessa e completamente smantellata.

### Karate
La Japan Karate Shotokan Castano Primo è un'associazione sportiva non a scopo di lucro nata nel 1982 grazie alla castanese Pinuccia Cattini. Nel 1992 Francesca Adriatico, atleta vincitrice di diversi titoli italiani e campionessa europea Master, ha ottenuto al qualifica di Allenatore Federale. Nel corso degli anni la società si è vista protagonista in diverse manifestazioni anche di livello internazionale (Coppa Europa).

### Pallacanestro

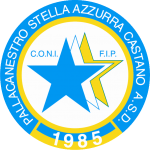
Logo Stella Azzurra Castano Primo

La società Pallacanestro Stella Azzurra nasce nel 1985 su iniziativa è Giorgio Bonazza, legnanese trapiantato a Castano Primo con un passato di giocatore in serie D.
Nel corso degli anni la Stella Azzurra ha avuto molte squadre che hanno militato nei vari campionati FIP, PGS e UISP.

## Galleria d'immagini

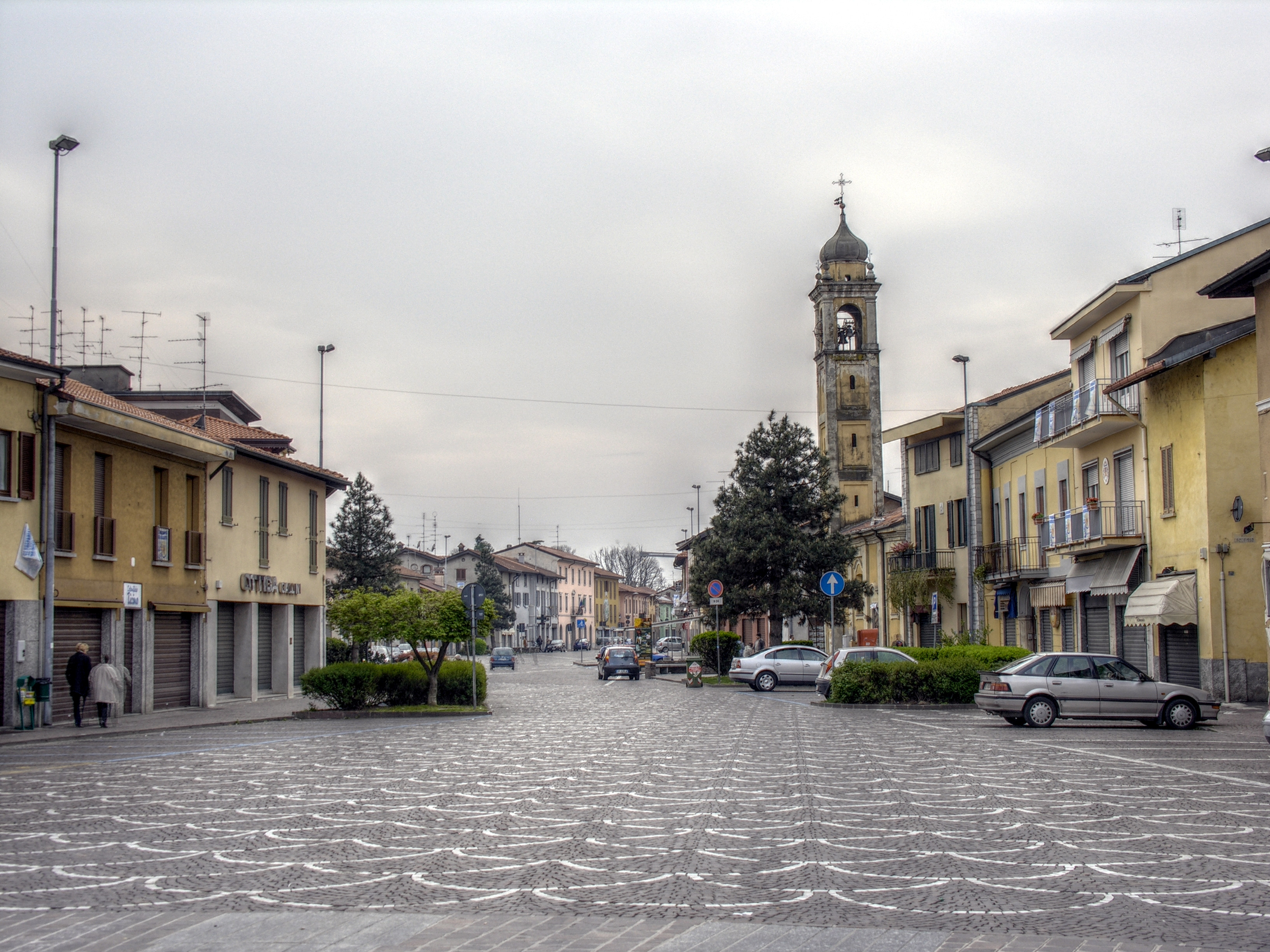
Vista del centro cittadino dal sagrato della chiesa di San Zenone; sulla destra la chiesa di San Gerolamo.
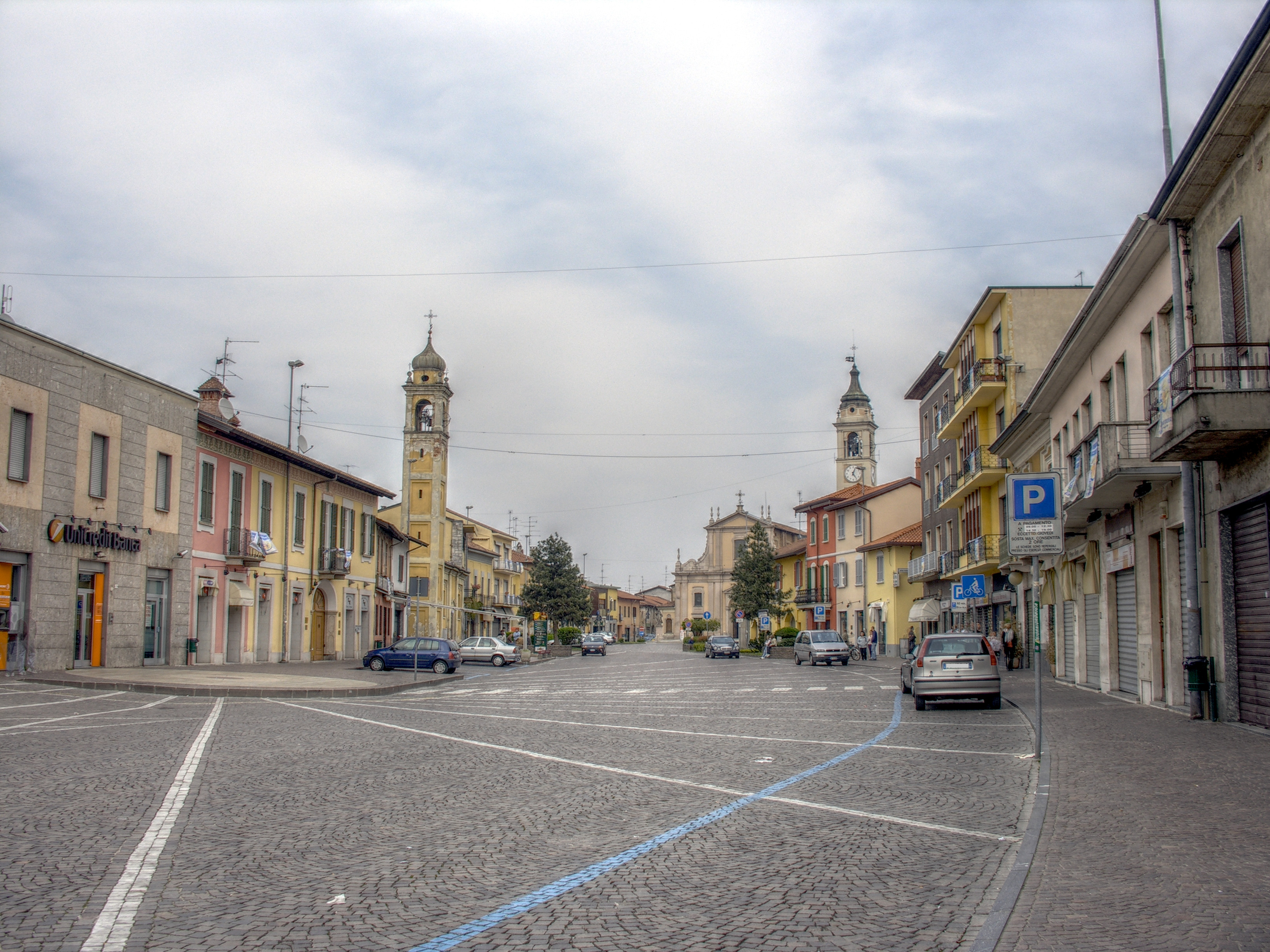
Vista del centro cittadino dal Centro della piazza Mazzini; si notano: La chiesa di San Zenone sulla destra e la chiesa di San Gerolamo sulla sinistra.
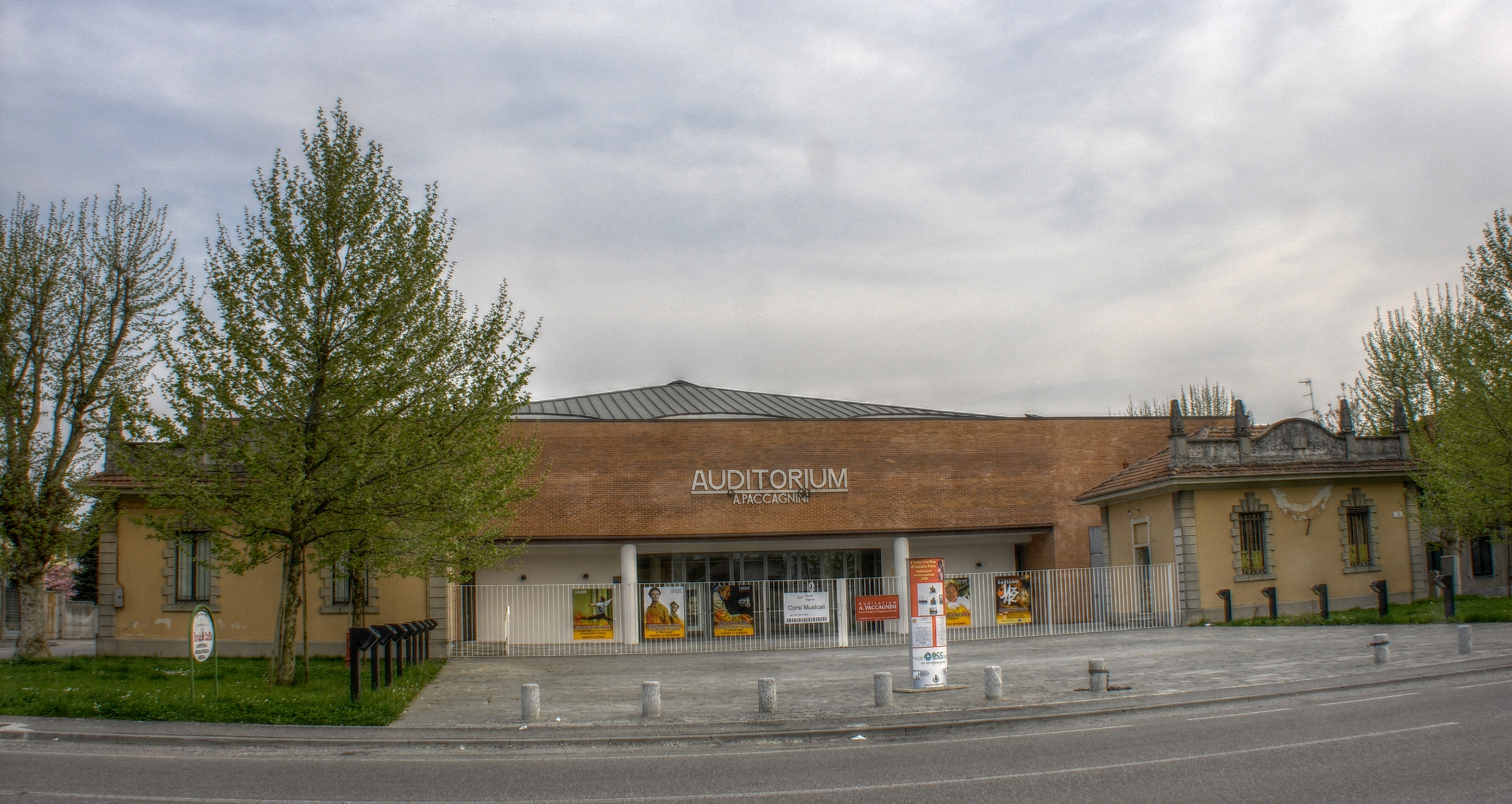
L'auditorium.
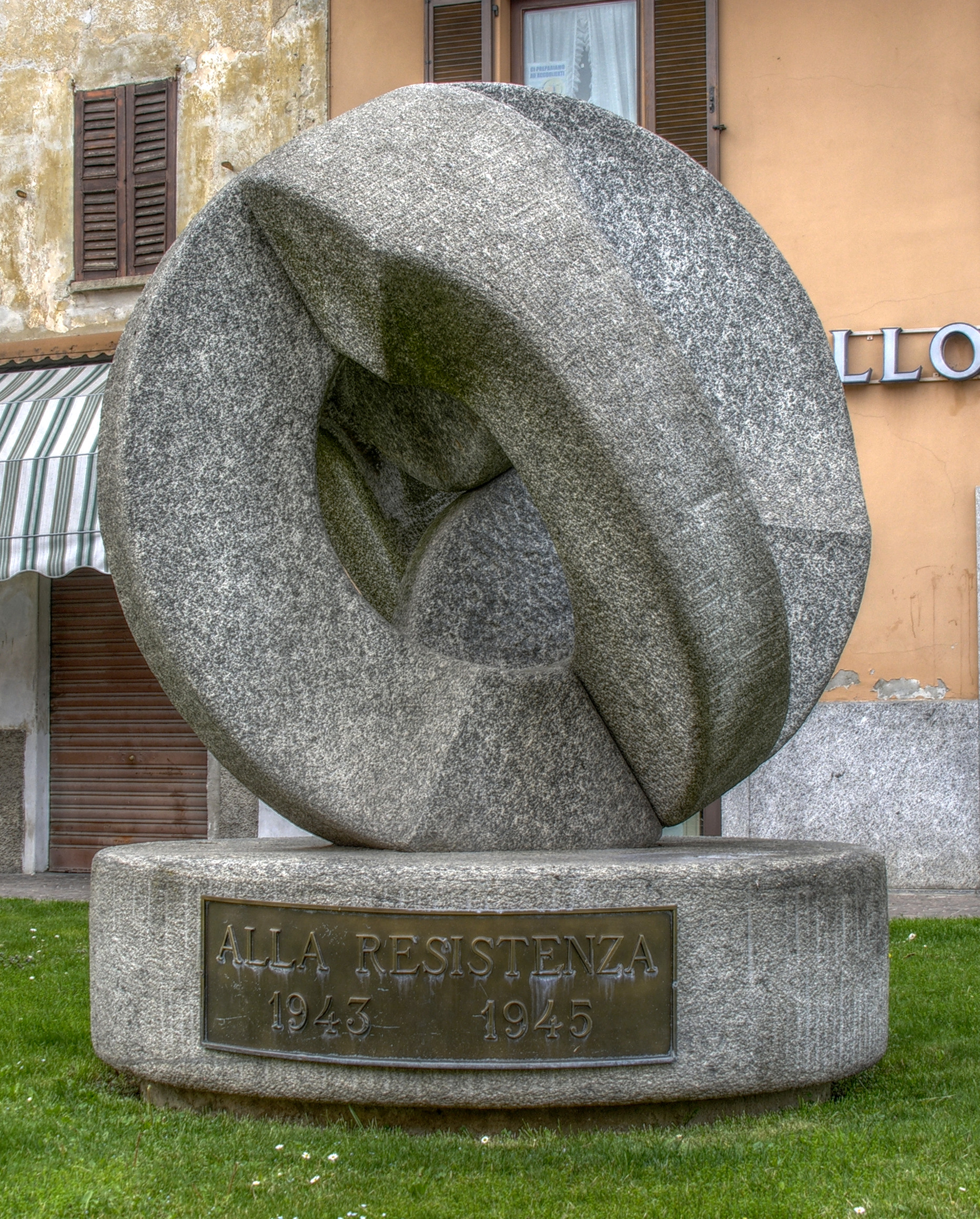
Monumento ai caduti della seconda guerra mondiale.